# Apple
Apple Inc.（アップル）は、アメリカ合衆国の多国籍テクノロジー企業である。カリフォルニア州クパチーノに本社を置く。デジタル家庭電化製品、ソフトウェア、オンラインサービスの開発・販売を行っている。
ハードウェア製品としては、iPhone、iPad、Mac、Apple Watch、HomePod、AirPods、Apple Vision Pro、AirTagなどの開発および販売を行なっている。
ソフトウェア製品としては各種OSやSiri、 Apple Intelligenceの開発・販売を行っている。
エンターテイメント製品としてはApple Music、Apple TV+、Apple Arcade、Apple Podcast、Apple Books、App Store、iTunesなど広範囲のデジタルコンテンツの販売などを行っている。また、iCloud、などのクラウドサービスも提供している。
Appleの全世界での年間収益は、2020年度には2745億ドルとなった。Appleは売上高で世界最大のテクノロジー企業であり、2021年現在で世界で最も価値のある企業である。販売台数で世界第4位のパソコンメーカーとなっており、2021年のスマートフォン市場では、出荷台数第2位、売り上げシェア第1位となっている。2022年1月、Appleは全世界の上場企業として初めて時価総額3兆ドルを超えた企業となった。また2022年5月11日時点での時価総額は約307兆円で世界2位。Appleは、2022年末時点で16万4000人の正社員を雇用し、26か国に526の直営店を展開している。また、同時期のApple製品利用台数は全世界で16億5000万台以上であり、2021年8.5%のシェアであったMacの出荷台数は2,895万台以上と1年間で28%増加し、史上最高であった。

## 沿革

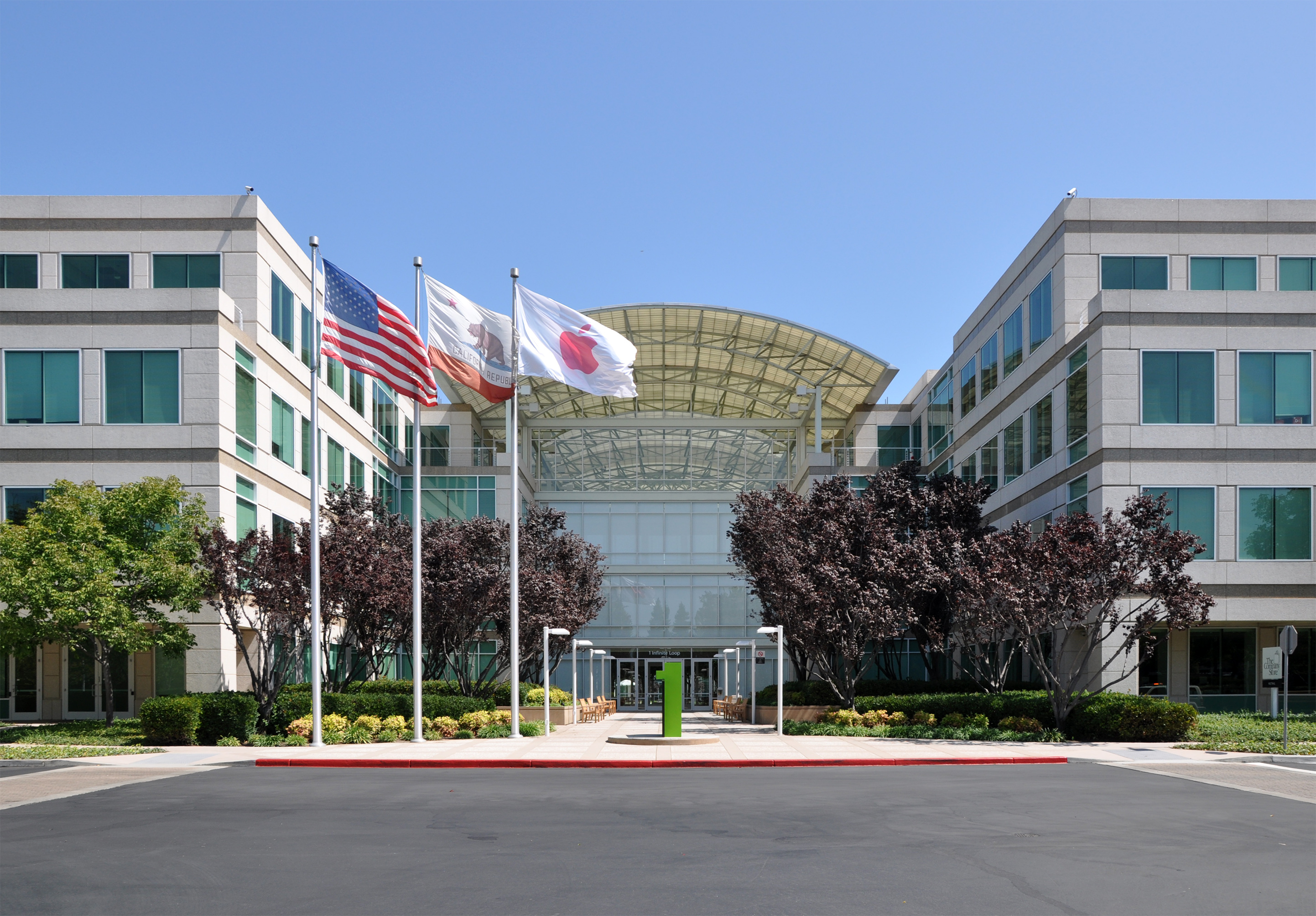
Apple Campus（旧本社）

1976年創業
Apple Inc.は1976年4月1日、スティーブ・ジョブズとスティーブ・ウォズニアック、およびロナルド・ウェインの3名により創業された。創業時の名称は"Apple Computer Company"であり、ウォズニアックが開発したコンピュータ「Apple I」を販売するためのパートナーシップであった。
1977年1月には"Apple Computer, Inc."（アップルコンピュータ）として法人化し、その後「Apple II」をはじめとするコンピュータの販売が急速に拡大した。
1980年代
1980年代には、1984年発売の初代「Macintosh」に代表されるように、革新的なグラフィカルユーザインタフェース（GUI）を採用したコンピュータを次々と開発した。Macintoshは当初成功していたが、IBMのシェアを追い抜くことはできなかった。
ジョブズは経営陣や取締役会との関係が悪化し、1985年にMacintosh部門から解任されAppleを離れた。同年にはウォズニアックも円満にApple社内のプロジェクトからは離れたが、以後もAppleの社員であり続けている。その後、ジョブズはAppleの一部の同僚を連れてNeXT社を設立した。
1990年代
1990年代に入り、パソコンの市場が拡大・発展していく中で、Appleは低価格帯のインテルのCPUにマイクロソフトのWindowsを搭載（Wintel連合）したPCに押され、在庫管理の失敗でシェアを失っていった。取締役会はギル・アメリオをCEOとして起用し、レイオフ、経営陣のリストラ、製品の絞り込みなど、財政的に問題を抱えた会社を立て直そうとした。
アメリオは失敗した次期OS戦略を解決しようと、1996年12月にAppleがNeXTを買収、ジョブズを呼び戻した。ジョブズは1997年9月に暫定CEOに就任した。Appleは「Think different」キャンペーンを展開し、iMac販売開始より前に黒字化を達成した。
2000年代
2001年にはiPodの発売、直営店のApple Store開店など、Appleブランドを再構築した。2007年にはデジタル家庭電化製品への注力を反映させ、社名を「Apple」に変更した。また、同年にiPhoneを発売し、高い評価と経済的成功を収めた。
2010年代
2011年8月、ジョブズは健康上の理由でCEOを辞任し、ティム・クックがCEOに就任した。その2か月後、ジョブズは死去した。
スコット・ギャロウェイの著書『The Four: The Hidden DNA of Amazon, Apple, Facebook, and Google』の翻訳本に日本独自でつけられたタイトル『the four GAFA 四騎士が創り変えた世界』から、GAFAという呼称でまとめて呼ばれ、Amazon、Meta、Googleとともに世界的な巨大企業のひとつであるとの認識が広がっている。

## 歴史

### 創業とApple I

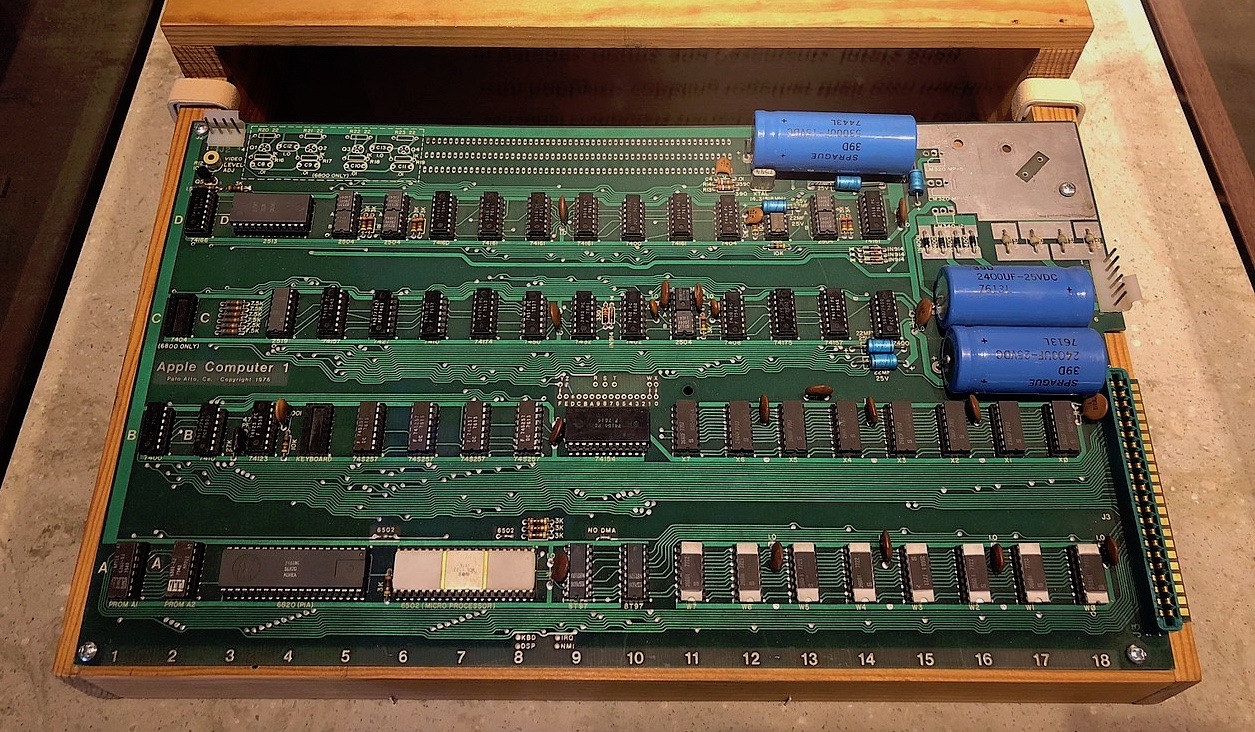
コンピュータ歴史博物館に展示されるApple I。Apple Iはむき出しのマザーボードとして販売され、使用するには購入者がキーボードやモニタを用意する必要があった。

1975年、大学を中退しアタリの技術者として働いていたスティーブ・ジョブズと、その友人でヒューレット・パッカード（HP）に勤務していたスティーブ・ウォズニアックは、シリコンバレーのコンピュータマニアによる「ホームブリュー・コンピュータ・クラブ（HCC）」の会合に頻繁に参加していた。ウォズニアックは、HCC内で高く評価されていたマイクロプロセッサであるIntel 8080の代わりに、安価なMOS 6502を処理装置とするコンピュータの自作を開始し、1976年3月までにApple Iの原型となるコンピュータを独力で完成させた。ウォズニアック自身はこのコンピュータの回路図をHCCにて無料配布することを望んでいたが、ジョブズはその商業的可能性に興味を抱き、このコンピュータを利用してビジネスを始めるべきだと訴えた。2人は当初、それぞれの勤務先であるHPとアタリに製品化を提案したが却下されたため、自ら起業して基板（プリント配線板）の製造・販売を行うことにした。
1976年4月1日、ジョブズとウォズニアックにロナルド・ウェインを加えた3人は、共同で「Apple Computer Company（アップルコンピュータ・カンパニー）」を創業した。アタリで製図工として働いていたウェインは、株式の10パーセントを持つことを条件としてジョブズに誘われ会社に加わった（ジョブズとウォズニアックはそれぞれ45パーセントの株式を所持した）。ウェインはApple社の最初の製品であるApple Iのマニュアルを作成したほか、リンゴの木とアイザック・ニュートンが描かれた最初期のロゴマークをデザインした。1977年、スティーブ・ジョブズからの依頼により、ロブ・ジャノフが欠けたリンゴのロゴマークをデザインした。
個人以外の販路を求めたジョブズは、マウンテンビューのコンピュータ店「バイトショップ（Byte Shop）」の経営者ポール・テレルにApple Iを売り込んだ。強い興味を持ったテレルはすぐにApple Iを50台注文し、納品時に1台につき500ドル（合計2万5000ドル）を現金で支払うと約束したが、テレルが注文したのはApple Iのプリント配線板ではなく、パーツがすべて装着済みの完成品だった。手持ちの資金では必要な数の部品が購入できなかったため、ジョブズらは部品サプライヤーを説得して30日間の支払猶予つきでパーツを購入し、懸命な作業で29日後には50台のApple Iを完成させ、テレルの店に納品して約束の代金を受け取った。
Apple Iは1976年7月から希望小売価格666.66ドルで市販され、最終的に約200台が製造された。創業者の1人であったウェインは、ジョブズの野心的な経営方針に不安を抱いたため、800ドルを受け取って所有する株を放棄し、1976年4月12日にAppleを自主退社した。

### 法人化とApple II

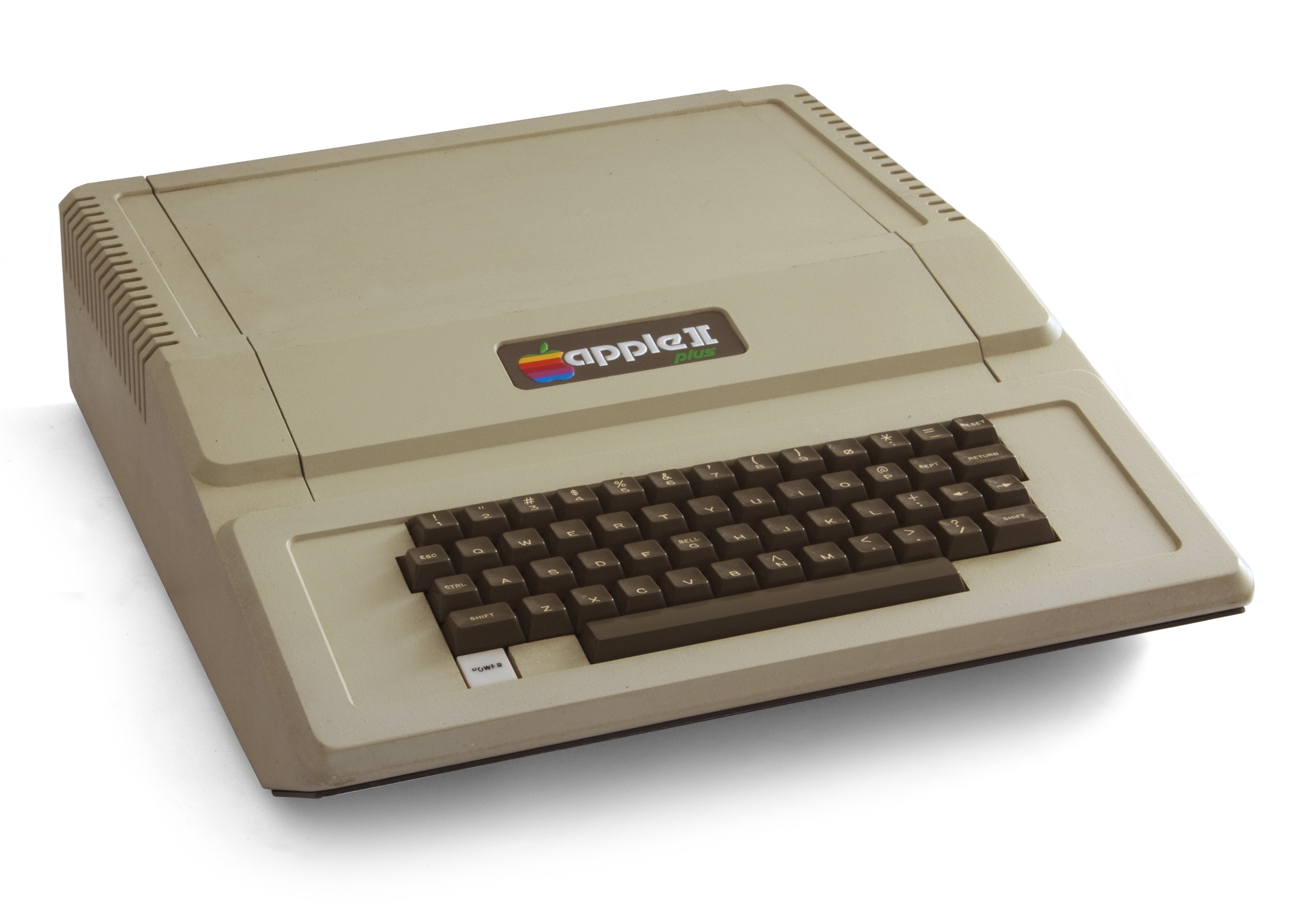
1979年6月に登場したApple II Plus。同年10月に発売されたApple II専用表計算ソフト「VisiCalc」の大ヒットは販売を大幅に増加させた。

テレルとの取引で手応えを得たジョブズは事業拡大を望み、そのために多額の資金が必要となった。ジョブズはセコイア・キャピタルの創業者ドン・バレンタインに会って融資を求めたが、バレンタインはApple Computerへの投資に興味を持たず、代わりに自分の元部下で、個人投資家として財を成していたマイク・マークラを紹介した。マークラはジョブズの野心とウォズニアックの技術的才能に心を動かされ、1976年11月からAppleに加わった。マークラは自分の個人的資産から9万2000ドルを投資したほか、バンク・オブ・アメリカから25万ドルの信用供与を確保した。
1977年1月3日に法人化され、Apple Computer, Inc.となった。マークラはAppleの成長には経験豊富な経営者が不可欠と考え、ナショナル セミコンダクターから元同僚のマイケル・スコットを引き抜いて初代社長兼CEOの座につけた。スコットは1977年2月からAppleでの仕事を始め、社員番号を入れた社員証を発行するなど、会社をより組織的にするための施策を実行した。他方、ウォズニアックはApple Iの改良を着々と進めており、1976年8月末の時点で後継機となる「Apple II」のプロトタイプを完成させていた。
Apple IIは1977年4月16日にウェスト・コースト・コンピュータ・フェアで発表され、小売価格1,298ドルで発売された。Apple IIの販売は当初から好調だったが、1978年7月に発売された専用フロッピーディスクドライブ「Disk II」と、1979年10月に発売された専用の表計算ソフト「VisiCalc」が大ヒットを記録し、Apple IIの販売台数が大幅に増加した。1980年には設置台数で10万台、1984年には設置ベースで200万台を超え、Appleに大きな利益をもたらした。

### 株式公開とApple III・Lisa
1980年12月12日、Apple Computerは新規株式公開（IPO）を行い、1956年に自動車会社フォードが行ったIPO以来となる記録的規模の資金調達を果たした。このIPOにより、ジョブズは約2億5600万ドルの個人資産を手に入れた。
株式公開に先立つ1980年5月、Appleはビジネス向けに特化されたApple IIIを発表し、巨大企業IBMに商用コンピュータ市場で挑戦を仕掛けたが、4,340–7,800ドルという価格設定の高さと、ハードウェアの設計上の欠陥がわざわいし、Apple IIIは極度の販売不振に陥っていた。他方、IBMは1981年8月にIBM PCを発表してパーソナルコンピュータ市場へ参入し、AppleとIBMの競争は激化した。
ジョブズは1979年12月にゼロックスのパロアルト研究所（PARC）を見学しており、そこで見たSmalltalkのマウスによって操作される先進的なグラフィカルユーザインタフェース（GUI）に強い印象を受けた。ジョブズは当時Appleで開発中だった次世代コンピュータ「Lisa（リサ）」にPARCで目にしたようなGUIを実装することを決意し、設計への介入を強めたが、Lisaプロジェクトはジョブズの過剰な介入によって混迷することとなり、ジョブズはスコットら経営陣の判断で1980年9月にLisaの開発チームから外された。
1981年、ジョブズとの対立を深めたスコットは社長兼CEOを辞任することとなり、同年7月にはAppleを去った。1981年3月からはマークラが暫定的にCEOとなっていたが、ジョブズはスコットの後任としてマーケティングに優れた経営者を連れてくる必要に迫られた。1983年、ジョブズはペプシコーラからジョン・スカリーを引き抜いてAppleの新CEOに就けたが、スカリーを説得する際にジョブズが用いた「このまま一生、砂糖水を売り続ける気なのか？世界を変えるチャンスに賭けてみる気はないのか？」というフレーズはのちに有名となった。他方、開発の遅れたLisaは1983年1月にようやく発売された。Apple IIIの販売不振が続き、主力製品であるApple IIも次第にIBM PCにシェアを奪われる中で、GUIやマウスなど革新的機能を備えるLisaへのAppleの期待は大きかったが、9,995ドルという極端な高価格とソフトウェア互換性の欠如がユーザを遠ざける結果となり、LIsaはApple IIIと同じく商業的な失敗作に終わった。

### Macintoshの発表

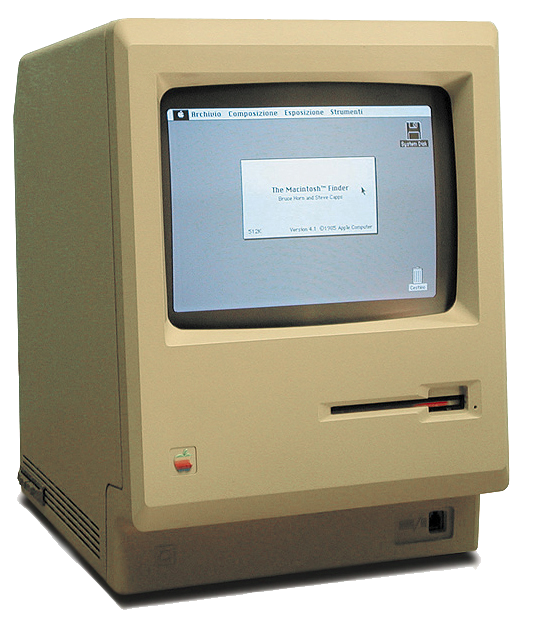
1984年に発売された初代Macintosh。

1980年秋にLisaの開発チームから外された後、ジョブズはジェフ・ラスキンが立ち上げた新型コンピュータ「Macintosh（マッキントッシュ）」のプロジェクトに参画した。Macintoshの開発は1979年9月に始まり、1,000ドル程度の安価な一般向けコンピュータというコンセプトの元で進められていたが、ジョブズはLisaに匹敵するGUIを持つ高性能なマシンへの方向転換を主張し、性能よりも価格の抑制を重視するラスキンとは激しく対立した。最終的に、ラスキンはジョブズとの争いに敗れて1981年1月にプロジェクトのリーダーを降りることとなり、1982年3月にはAppleを去った。Lisaプロジェクトに強い対抗心を抱いていたジョブズは、Macintoshの開発を独立したプロジェクトとしてApple本社とは別の建物の一角で推し進め、「海軍に入るより、海賊であれ（It's better to be a pirate than to join the navy）」などと説いて開発メンバーの連帯感と反骨精神を鼓舞した。
長い開発期間を経て、Macintoshは1984年1月24日に発売された。2日前の1月22日には、第18回スーパーボウルの放送でリドリー・スコットによるテレビCM『1984』がオンエアされ、Macintoshには大きな注目が集まった。AppleによってThe computer for the rest of usとして打ち出されたMacintoshは、一般向けPCとしては初めてマウス操作によるGUIを搭載しており、当初はメディアからの称賛を浴び、1984年4月末の時点で5万台を売り上げるなど販売も非常に好調だった。発売から数カ月は需要が満たせず、2,495ドルという価格がApple IIより高額であったことと、対応ソフトの不足が災いし、生産が軌道に乗った時期にはMacintoshの販売は停滞し始め、開発担当者であるジョブズとスカリーらApple経営陣との関係が悪化した。
スカリーはジョブズをMacintosh部門から降ろすと決断し、1985年4月には取締役会から全会一致の承認を得た。この決定に反発したジョブズは、スカリーが中国に出張する隙に彼を解任することを画策したが、スカリーはフランス法人トップのジャン＝ルイ・ガセーから事前にジョブズの計画を知らされ、出張をキャンセルし重役会議でジョブズと対峙した。会議では、その場に居たAppleの重役の全員がスカリーへの支持を表明し、その後取締役会もスカリー支持を表明し、ジョブズは1985年5月31日に全ての業務から外され、何の実権も持たない会長職を与えられた。

### ジョブズとウォズニアックの離脱
1985年9月、ジョブズは当時所有していたAppleの株を1株だけ残して約650万株をすべて売却し、新会社NeXTを起業した。それと同時にスカリー宛てに郵送で辞職願を提出し、会長職も辞任した。2010年の記事で、スカリーは一番後悔していることとして、ジョブズを辞任に追い込んだことを挙げている。ウォズニアックもまた、別の事業を始めるため1985年前半に（ジョブズよりも先に）Appleを離れていた。その際、ウォズニアックはAppleがApple II部門を冷遇してきたことへの不満を表明し、会社が「過去5年間ずっと間違った方向に進んでいる」と述べた。
ジョブズとウォズニアックが去った1985年、AppleはMacintosh向けにキヤノンと共同開発したレーザープリンターであり、出資先のアドビシステムズ（現・アドビ）が開発したPostScriptを搭載したLaserWriterを発売し、コンピュータ上で描いた文字や絵を出力する際にドットの粗いディザを表示させることなく、きれいなアウトラインで出力することを可能にした。また、アルダス社（アドビに買収された）の開発したPageMakerとMacintosh、LaserWriterを組み合わせることで、DTPという市場を創造した。精巧なタイポグラフィ機能を備えていたMacintoshは、DTP用コンピュータとして圧倒的な人気を博し、Appleは初期のDTP市場を事実上独占することに成功した。
ジョブズに代わりMacintosh部門のトップに立ったガセーは、55パーセントの利益率という目標を意味する「55か死か（fifty-five or die）」というスローガンを掲げてMacintosh製品の値上げを実行し、1980年代後半のAppleで高価格・高利益率路線を推し進めた。初期の32ビットパソコンの一つであり、高性能な代わりに高価格で販売された「Macintosh II」などの新型モデルは高い利益率を提供し、DTP市場での人気を背景に当初は売上高にも減少は見られなかった。さらに、Appleは外部のソフト会社にMac用のソフト開発を説得する職種であるエバンジェリスト（宣伝部）を作り、ガイ・カワサキらを任命した。

### Newton

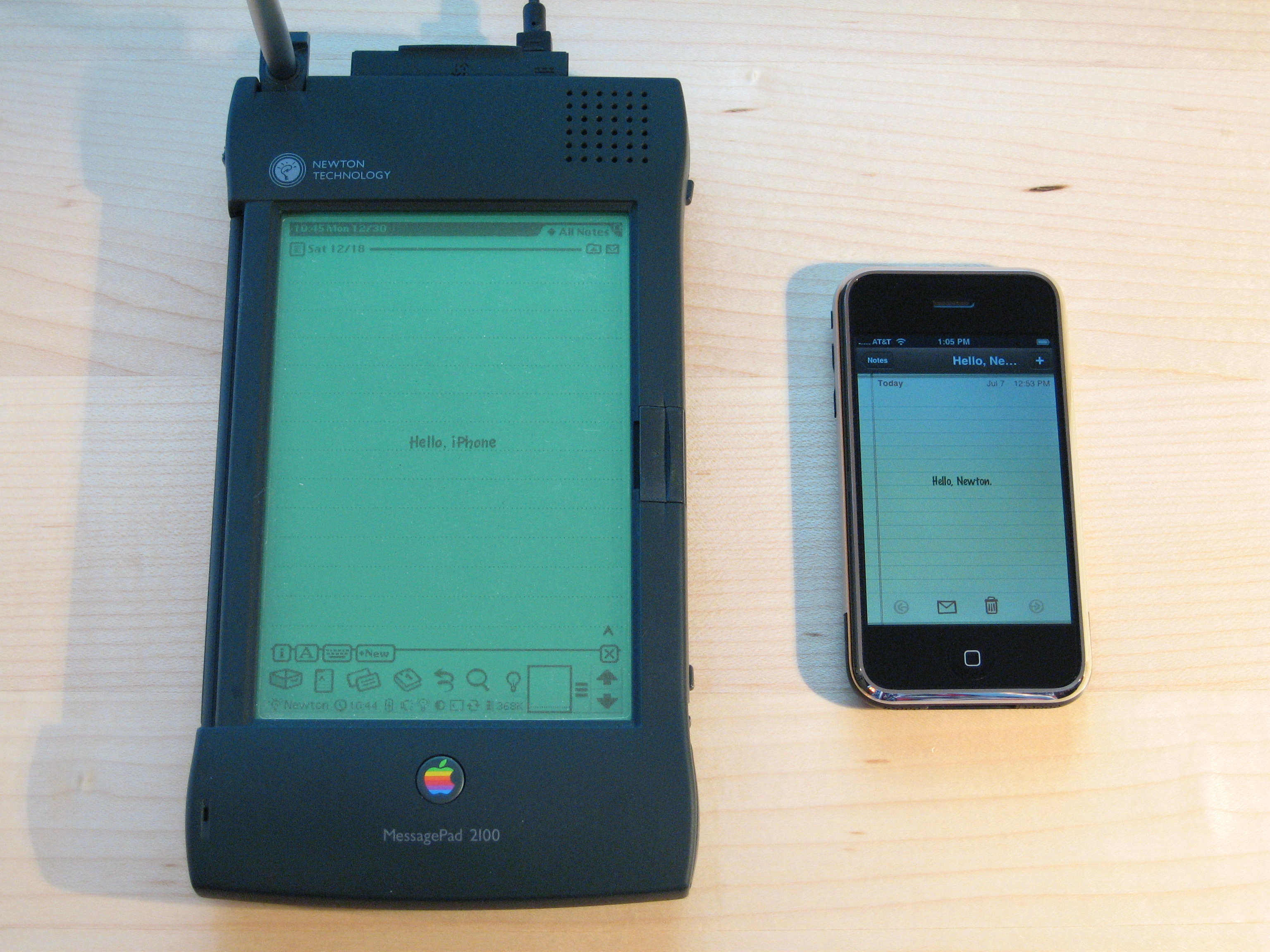
Newton MessagePad 2100（左）と初代iPhone（右）

スカリーは、Macintosh以外にAppleの柱となる製品が必要だと感じていた。スカリーはコンピュータの未来像としてKnowledge Navigatorというものを描いていた。これは、コンピュータがユーザの優秀な秘書をこなし、言葉や簡単なリモコン操作のみで自由自在に操れるというもので、この後の予定を教えてくれたり、電話を取り次いだり家にいながら会議を行ったりすることができる。Appleは、ナレッジ・ナビゲータを仮想ではない近未来のコンピュータとして提案した。
一方、スティーブ・サコマンはガセーの許可を受け1987年ごろにはNewtonと呼ばれる次世代コンピュータ開発のプロジェクトを開始していた。スカリーはこのNewtonに自身のナレッジ・ナビゲータを感じ取り、開発に力を入れるようになっていった。
1990年、スカリーはMac OS互換機（後述）およびNewtonの方向性をめぐってガセーと対立することとなる。ガセーを辞職させたあとサコマンも辞任し、スカリー自身は技術者でないにもかかわらずAppleのCTO （最高技術責任者）に就任した。ラリー・テスラーがNewton開発責任者となり携帯情報端末へと方向転換を行って、1992年、CPU にARMを採用し、スタイラスによる手書き認識などを実現したPDA、Newton MessagePadを発表した。
初代MessagePadはシャープと共同開発され、シャープにとっては後のザウルスのヒットへとつながることとなる。世界初のPersonal Digital Assistant（PDA）という概念とともに発表されたMessagePadはNewton OSという独創的なOSを採用し、ペンデバイスで入力した文字をそのままテキスト文書として保存できることが特徴だった。それ以外にもフリーハンドで書いた文字や絵を保存する作業をせずに電源を落としても、電源投入後にはそのままの文字や絵を表示させることができ、紙のメモ帳にとって変わる新しいコンピュータの方向性を示したものといえる。しかし、ビジネスとしては失敗した。

### General Magic
Newtonと並行して、General Magicがマーク・ポラットをCEOとしてビル・アトキンソン、アンディ・ハーツフェルドが共同設立者となり、Appleの子会社として立ち上げられた。General Magicは、Knowledge Navigatorを具現化することを目論んだLooking Glass（野心的な小型携帯情報端末Personal Intelligent Communicator、PIC）プロジェクトが1990年、Appleからの出資を得てスピンアウトし、加えて、AT&T、松下電器産業、モトローラ、NTT、フィリップス、ソニーの出資や提携を得た会社である。出資提携先にはCable&Wireless、France Telecom、富士通、三菱電機、Northern Telecom、サンヨー、沖電気、東芝が加わった、1994年にソニーからMagic Linkが発売されたが、携帯情報端末としてのビジネス化は失敗して方向転換した。結果、Appleなどの持ち株は売却され、その後、破綻して知的財産はポール・アレンを筆頭とした複数の会社に取得された。Google幹部を経て米政府CTOを務めたミーガン・スミス、Androidを開発したアンディ・ルービンや後のApple幹部となったトニー・ファデル、ケビン・リンチ、ジョン・ジャナンドレアも在籍していた。

### 業績低迷期とMacintosh互換機
ジョブズがAppleを去ったのに前後して、1985年6月25日にスカリーとハード担当責任者であったガセー宛に、マイクロソフトのビル・ゲイツから「AT&Tやヒューレット・パッカード、ソニーなど有力メーカにMacintoshのOSをライセンスするべきで、ゲイツ自身もその手助けを惜しまない」という内容の手紙が送られた。ゲイツは自社でのOS開発凍結も考えていたほど本気だったようだ。
スカリーはOSライセンスの可能性について調査を指示したが、ガセーを筆頭にした技術陣からの猛反対を受けてこの提案は闇に葬られた。
その後、パソコン用の16ビットCPUは逐次32ビットに移行していく。Appleの採用したモトローラ系ではMC68000、MC68020、MC68030、MC68040と推移していく。モトローラのCPUは最初のMC68000から、32ビットへ容易に移行できるように設計されていた。
Appleはライセンス違反をしているとして、マイクロソフトに対してGUIに対する対価を求めて裁判を起こす。ジョブズが復帰（後述）する頃まで裁判は長引き、その時点ではAppleに対して不利な裁定が下ることになる。しかしその数年前、ゼロックスがAppleに対して同様の裁判を起こし、ゼロックスに対して不利な裁定が下っていることもあり、熱心なMacユーザは複雑な心情を抱いていた。
AppleはマイクロソフトのMicrosoft Windowsに対して市場競争を模索する。これより68000系以外のCPUアーキテクチャへの移行である。その1つx86系への移植プロジェクトであるスタートレックが、1992年ごろにノベルの協力を得て開始される。しかし計画は後述のPowerPCに専念するため中断され、日の目を見ることはなかった。
1992年、スカリーはIBMと交渉し、同年AppleはIBMとモトローラと組んで新しいパーソナルコンピュータのプラットフォーム開発を発表した。IBM PCとMacintoshの敵対的経緯から、この共同開発発表は西海岸と東海岸の巨頭同士の歴史的和解とも言われた。
新しいパソコンは、CPUにRISCチップであるPowerPC、OSとしてTaligent（開発コード：Pink）、アプリケーションとしてマルチメディア開発ツール「カライダ」（開発言語ScriptX）からなる予定であった。

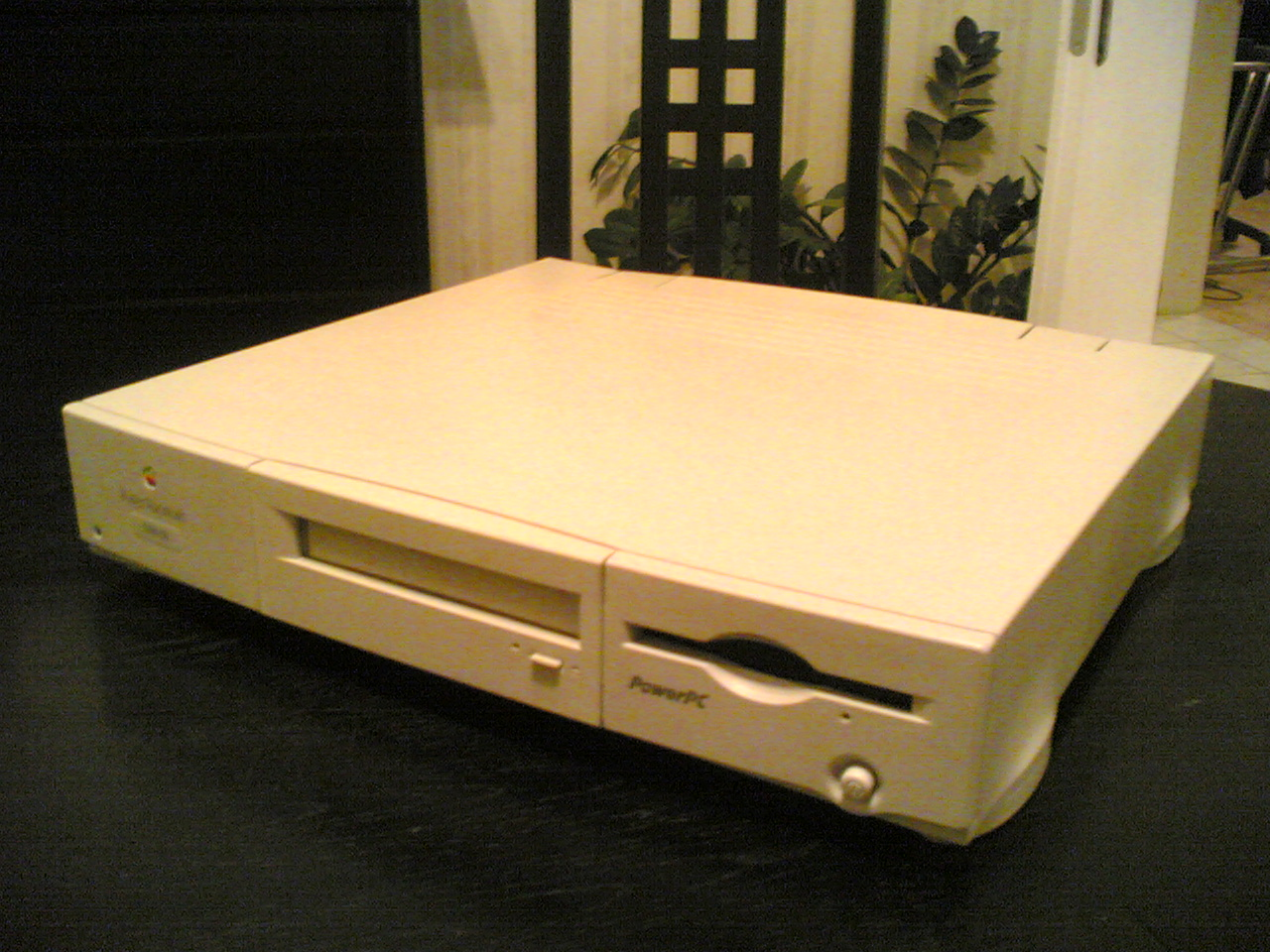
初期のPower MacintoshとなったPower Macintosh 6100

技術者が休暇中に趣味で作り上げた68000系エミュレータの出来がよく、またTaligentの開発は困難をきわめたため、1994年、PowerPCと68LC040エミュレータを搭載し、従来の68000系のバイナリプログラムの動作も可能なPower Macintoshシリーズを発表する。それまでの上位機種Macintosh Quadraシリーズをベースにしており、メモリに72pinSIMM、拡張スロットバスにNuBus90を採用するなど、ハードウェアの互換性も計られていた。しかし当時のMac OS（System 7.1.1や7.5.2）はバグが多く、たびたびエラーやフリーズを起こし、快適さと相反する不安定さも兼ね備えていた事実は否定出来ない。Mac OS 7.6までにはその不安定さは解消され、その後しだいに信頼性は向上したが、Mac OS 9.2.2に至るまで100パーセントのPowerPCコードで作られたOSとはならず、メモリ保護もない脆弱さもそのままであった。これらの問題が完全に解消されたシステムは2001年のMac OS Xの登場まで待たねばならなかった。
1994年にAppleは、モトローラ、IBMなどにMacintoshのライセンスを与え、互換機ライセンスを開始する。1995年にPower Computingとパイオニアが初のMac OS互換機を発表すると、akia、UMAX、ラディウスなどが続々と参入した。しかし、PC/AT互換機からの市場奪還は進まず、互換機がMacintoshのシェアを浸食するという結果となった。
1995年後半になると、マイクロソフトはWindows 95を販売開始する。Windows 95は、Macintoshに似たGUIを搭載し、従来のMS-DOS上のWindows 3.1ではなし得なかったデスクトップ環境とフォルダ管理のGUI化を果たした。様々な面でDOSのしがらみを依然として引きずっていたWindows 95ではあるが、操作性が3.1以前に比べて大幅に向上したことにより爆発的にヒットし、次期OSであるCoplandの開発に手間取っていたMacintoshの深刻な脅威となった。

### Apple売却交渉
のちに公表されることとなるが、サン・マイクロシステムズとは1988年ごろから合併交渉を行っていた。1990年には、ほぼ合意に達していたが、AppleがIBMとモトローラとの提携を発表したことで白紙に戻ってしまった。その後もAT&Tやコダックと交渉を行うが企業風土の違いでまとまることはなかった。
Newtonや政治（スカリーはビル・クリントンの大統領選挙応援に力を入れていた）など、Macintoshに力を注いでいないスカリーの行為に、Appleの取締役会は不信の目を向けるようになった。1993年に業績が大幅に悪化すると、1993年6月18日、ストックオプションなど約1000万ドル相当の退職慰労金を手にスカリーはCEOを退任し、Appleのヨーロッパ市場で功績を上げていたマイケル・スピンドラーが新たなCEOに就任する。スピンドラーの仕事は、Apple本社を高く売ることだったとも言われている。
1994年は低価格MacintoshのPerformaシリーズを増産してクリスマスシーズンを迎えたが、スピンドラーはこの需要予測を大きく外すこととなる。リサーチ部門とセールス部門、さらには開発部門までもがそれぞれ大きく対立していたことと、市場ではPower Macintoshなどのハイスペックマシンの需要が高かったにもかかわらず、ロースペックで利益率の悪いPerformaの在庫が日に日に増えていき、需要の高いPower MacintoshやPowerBookが品薄状態で、生産がまったく追いつかない最悪の結果となった。
当時のAppleは内部のいざこざがあまりにも多く、悲惨な状態であった。需要予測を外したうえに、スピンドラーの指示を誤解したセールス部門は、ただでさえ利益率の悪いPerformaを赤字でばらまいて売りさばいてしまった。それ以外にもさまざまな要因が重なり、この四半期で赤字は8000万ドルに達した。
そのころ（1995年）Appleはキヤノンと1株54ドル50セントでの買収交渉を行うが、キヤノンの社長が急死したことも重なり、最終的には実現することはなかった。そしてAppleは再びIBMと交渉の場を持つが、IBMはロータス社を買収しサービスビジネスに会社を方向転換の最中で、Apple買収にはお世辞にも前向きな姿勢とは言えなかった。そのうえ、IBMはどんな買収交渉であっても、結論を出すまでに途方もない時間をかけることが通例で、交渉に入ってもまったく音沙汰がないということが多い企業である。どんな形であってもAppleを売り出したい取締役たちは、そのあまりにも遅いIBMの動きだけに目をとらわれてしまい、実際のIBMの過去の動向にはまったく気付いていなかった。最終的にはIBMとの交渉は決裂してしまい、その後にはフィリップスと1株36ドルで交渉を行うが、フィリップスの役員会であっさりと否決されてしまう。
1996年1月23日の株主総会で、Apple再建策としてMacintosh互換機ライセンスビジネスの加速と人員削減による提案を行うが、株主から辛辣な言葉を浴びせられる。総会後の取締役会でサン・マイクロシステムズのスコット・マクネリも参加し、最後の買収交渉（1988年時とは異なりAppleが吸収される立場）が行われた。マクネリはApple1株につき23ドルを譲らず、買収交渉は頓挫。その後の取締役会で、スピンドラーは責任を取らされる形でCEOの座を下ろされた。
マイク・マークラを筆頭とするAppleの取締役会はスピンドラーの後任として、かつて倒産寸前だったナショナルセミコンダクターを再建し、Appleの社外取締役にも就任していたギル・アメリオをCEOの座につけた。アメリオはのちに、「（アメリオを除く）当時の取締役の全員がAppleをどこに売り渡すかということしか考えておらず、Appleを再建することはみじんも考えていなかった」と語っている。大のMacintoshファンでもあったアメリオは、Appleを売ることしか考えていなかった取締役のほとんどに失望を覚え、Apple再建の道標となるべく一歩を踏み出した。

### OS開発の失敗・NeXT買収
MacintoshのOSは、1984年の出荷以降、System 7まで大幅に強化改良されたものの、基本的な部分はほとんど進化していなかった。1990年代に入ると、マルチメディアやネットワークの時代を迎え、従来はミニコンや大型汎用機のOSの機能であったマルチタスク（プリエンプティブマルチタスク）、メモリプロテクション（メモリ保護）、仮想メモリ、ネットワーク機能を備えた“モダンOS”が、次世代のパソコン用OSに必要だと考えられるようになった。
Apple社内で未来志向の“オブジェクト指向OS”として計画された“Pink”は、最終的にIBMと共同で別会社Taligentを設立して開発が進められたが、要求仕様だけが膨らみ続け、道半ばで頓挫した。Pink OSの反省からやり直された新OSが1994年に発表された「Copland」で、System 7.x系と互換性を持たせつつ、革新的なGUI、暫定的なマルチタスク機能と暫定的に改良されたメモリ管理機能を提供し、メモリ4MBのMac Plusでも動作するほどコンパクトというふれこみであったが、その開発は難航し、公開の延期を繰り返した。
1996年7月、新たにAppleの最高技術責任者（CTO）となったエレン・ハンコックは、Coplandが完成する見込みがないと判断を下し、開発の中止を命じた。Appleは次期Mac OSとなる新たなOSを外部から調達することを決定し、候補としてマイクロソフトのWindows NT、サン・マイクロシステムズのSolaris、IBMのOS/2、BeのBeOSなどを挙げて調査と交渉を行った。なかでもBeOSこそ本命と噂されていた。1996年中ごろには、BeとAppleの買収交渉が本格的に始まった。BeのCEOガセーは1億ドルを要求したが、Appleは5000万ドルと見積もっていた。アメリオはこのBeOSに高い関心を寄せていたが、BeOSは未完成でAPIが整備されておらず、BeOSを買収したとしてもMac OSとして出荷できるようになるまでには数億ドルの投資と、数年にもわたる歳月が必要だと見積もられていた。なかなかBeOSの売り込みが進まないBe社は、Mac互換機メーカだったパワーコンピューティングに開発版である「BeOS PreviewRelease」をライセンスするなど、挑発的とも取れる行為をするようになった。
1996年の11月ごろ、公表されてはいなかったが、NeXTはハードウェアから撤退し創業以来初の黒字となっていたものの経営状態は良好とはいえず、スティーブ・ジョブズはNeXTを売却する目論見の元、IPOを計画していた。同時期にAppleが次期OSを外部に求めているという話を知ったNeXTのプロダクトマネージャであったジョン・ランドアーはセールス担当副社長のミッチ・マンディッチから支持を取付け、彼から指示されたチャンネルマーケティングマネージャのギャレット・ライス は、最初はジョブズに何も言わずAppleに電話してエレン・ハンコックに打診。折り返しの連絡を受け、その数日後の11月26日に、NeXTにAppleのエンジニアが派遣されて会議を行った正にその日、ジョブズはハンコックを含んだApple役員に対してOPENSTEPとNEXTSTEPを売り込んだ。ジョブズは12月上旬に、1985年以来初めてApple社内に入り、アメリオら首脳陣と話し合った。12月10日にはBeOSとOPENSTEPの比較プレゼンテーションがあったが、勝利を確信していたガセーがほとんど事前準備をしていなかったのに対し、周到に準備をしたジョブズがカリスマ的なプレゼンテーションを展開し、ガセーは敗れ去った。12月20日にAppleがNeXTを4億ドルで買収することを発表し、次期OSの基盤技術としてOPENSTEPを採用すると発表した。

### ジョブズの復帰

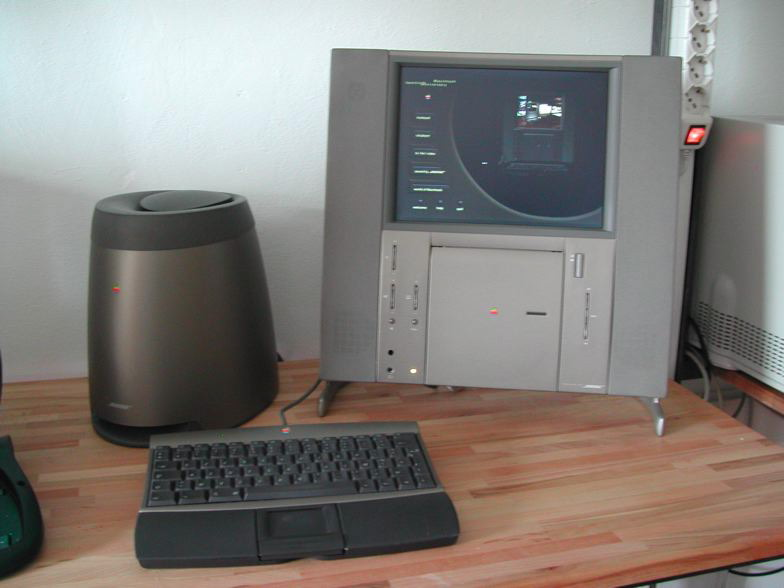
20周年記念Macintosh（Twentieth Anniversary Macintosh）

1997年2月に正式にNeXT買収が成立し、アメリオの要請もありジョブズとウォズニアクはAppleに非常勤顧問という形で復帰した（同時に、NeXTのセールス担当副社長ミッチ・マンディッチ、ソフトウェア技術担当副社長アビー・テバニアン ハードウェア技術担当副社長ジョン・ルビンスタインが重役としてAppleに加わる）。このとき、アメリオからプレゼントされた20周年記念Macintosh（Spartacus）を窓から投げ捨てたという噂がまことしやかに囁かれた（ちなみにウォズにもこの記念すべきMacintoshがプレゼントされた）。
Appleに復帰したジョブズは、同年6月には一度はAppleの先行きを悲観し株式を手放したが、経営混乱の責任を取るよう取締役を巻き込み、アメリオを追いつめる。同年7月9日にアメリオとハンコックが辞任に追い込まれたあとは、執行副社長兼CFOのフレッド・D・アンダーソンが短期間を暫定的に経営を行い、その間にジョブズは復権していった。アメリオの辞任にともない、取締役会はジョブズにCEO就任を要請したが、ピクサーCEOとして多忙であることを理由に彼はこれを拒否して「責任がそれほど大きくない一時的なことであれば構わない」と言い、1997年9月には暫定CEOに就任した。
一方、アメリオによるリストラは、このころようやく成果を上げ始めていた。膨れ上がった研究開発費や一般管理費は大鉈をふるわれ、経費4億ドルと従業員4,100人が削減されていた。複雑になっていたMacのラインナップもPerformaを止めるなどで整理されつつあった。低迷を続けていたNewton事業を別会社に分離し、Apple本体はMacintoshに集中できるようになった。ジョブズが暫定CEOになった時点での赤字は10億4000万ドルで、大胆な業務縮小やリストラなどを強行しなければ、一時はあと90日で倒産という間際であった。（当時は約10,200名の従業員で、売り上げ年間71億ドル）
ジョブズは、その思惑通りに事を進めていくなかで、士気を上げるため従業員のストックオプションの引き下げを取締役会に提案した。しかし、取締役会がこれを否定すると、ジョブズは取締役全員に辞任を迫った。結局、マイク・マークラを含む取締役陣は、そのほとんどが辞任することとなる。代わりに、オラクルのラリー・エリソン、インテュイットのビル・キャンベルらを社外取締役に迎え入れ、取締役会はほぼジョブズ寄りのメンバーに再構成された。
これに前後し、CFOのフレッド・D・アンダーソンを除いて、1997年中にCEOやCTO以外にも、ATG閉鎖やイメージング部門などの事業整理とともに、多数の幹部がAppleから離職した。
COO兼セールス担当EVPのマルコ・ランディ、COOのジョージ・スカリス、マーケティング担当SVPのサジーブ・チャヒル、マーケティング担当SVPのゲリーノ・デ・ルーカ、ソフトウェア担当SVPのアイク・ナッシ、デベロッパーリレーションズ担当VPハイディー・ローゼン、セールス担当SVPのジョン・フロイサンド、Power Macintosh担当SVPフレッド・フォーサイス、チーフエヴァンジャリスト/Appleフェローのガイ・カワサキ、ATG担当VPのドナルド・ノーマン、ATG解散後のテクノロジーグループで短期間のVPだったリチャード・ルファーブル、研究開発担当VP兼チーフサイエンティストのラリー・テスラー、Appleフェローのアラン・ケイなど。
ジョブズは同年8月、マイクロソフトと特許のクロスライセンスおよび業務提携を結んだ（アメリオがビル・ゲイツと長らく交渉してきた中で頓挫した内容であった）。AppleはNetscape Navigatorに代わりInternet Explorerを標準ウェブブラウザとしてバンドルすることと引き換えに、マイクロソフトはMicrosoft OfficeをMacintosh用により一層最適化させ、さらにMacintosh版とWindows版を同時リリースする内容で、である。さらにマイクロソフトはAppleに対し1億5000万ドルの出資（議決権のない株式を発行）を行った。そしてボストンで行われた1997年のMacworld Conference & Expoでは、ジョブズの基調講演の最中に衛星生中継でゲイツがスクリーン中に登場し、それらの提携を発表することとなる。歴史的和解とも取れるこのコンピュータ業界の大物同士の両者の演出は、発表された提携内容よりも話題性の方が大きく報道され、関心の深い者にはよくも悪くも波紋を呼ぶ結果となった。
1997年9月にリリースされた「Mac OS 8」は久々の大ヒットとなり、Macユーザの間に広く受け入れられた。Coplandプロジェクトやその次のGershwinのコンセプトさえも遥かにしのぐNeXTのOS技術を手に入れたことで、Mac OSの漸進的改良を進めるという開発方針が順調に進み、1998年にはMac OS 8.1をはさんでMac OS 8.5、1999年にはMac OS 8.6、Mac OS 9と、メジャーアップデートとマイナーアップデートが交互に半年ごとにリリースされた。これらはアメリオ/ハンコックによるプランをジョブズ/テバニアンが踏襲したものである。
かねてから開発が進んでいたPowerPCとして、低価格ながら従来のハイエンドチップを上回る性能を持つPowerPC G3を発表。モトローラとIBM、Appleの共同開発で進められたこの次世代チップは、新たなMacに搭載され、Power Macintosh G3として発売される。またPower Macintosh G3の発表と並行して「赤字の元凶で共食い競争でしかない」とされたMacintosh互換機メーカへのMac OSライセンスを順次停止していくことも決定した。そのうちの1社であるパワーコンピューティング社を買収し、Apple自身がオンライン直販を行うことを決め、後にApple Online Storeとして展開された。
1997年11月には、分離されたNewton事業をAppleは本社に戻して清算した。同じころ、Appleは“Think different” キャンペーンを大々的に開始する。この“Think different.”では各界の偉人・著名人をCMに起用し、Apple自身のイメージ転換戦略が計られた。
1998年、PowerBook G3を発表。複雑な曲線を多用した斬新なデザインは従来のPowerBookと一線を画すものであり、ジョブズの製品に対する美意識が現れた初めての製品としてMacユーザの関心を呼んだ。同時期にAppleのソフトウェア部門の別子会社であったクラリスをファイルメーカー社と改名し、FileMakerの開発・販売に専念させ、クラリスワークスに代表されるその他のアプリケーションの開発・販売権をAppleに戻す決定もなされる。
2000年1月、ジョブズが復帰し業績を挙げた結果、2年半でAppleの市場価値が20億ドルから160億ドルへ急上昇した功績で、ジョブズには1000万株のストックオプションとビジネスジェット機ガルフストリームVの提供がAppleの取締役会により決定された。
しかし1年後には2001年1月、ジョブズ復帰以来の大赤字、第1四半期の業績で本業での2億4,700万ドルもの純損失（ARM HoldingsとAkamaiの株式売却益約4,900万ドルを加味すると純損失は1億9,500万ドル）を発表した。その結果、株価が大幅に下落し、1株14ドル代となり市場価値が数ヶ月前から半減した。

### iMac

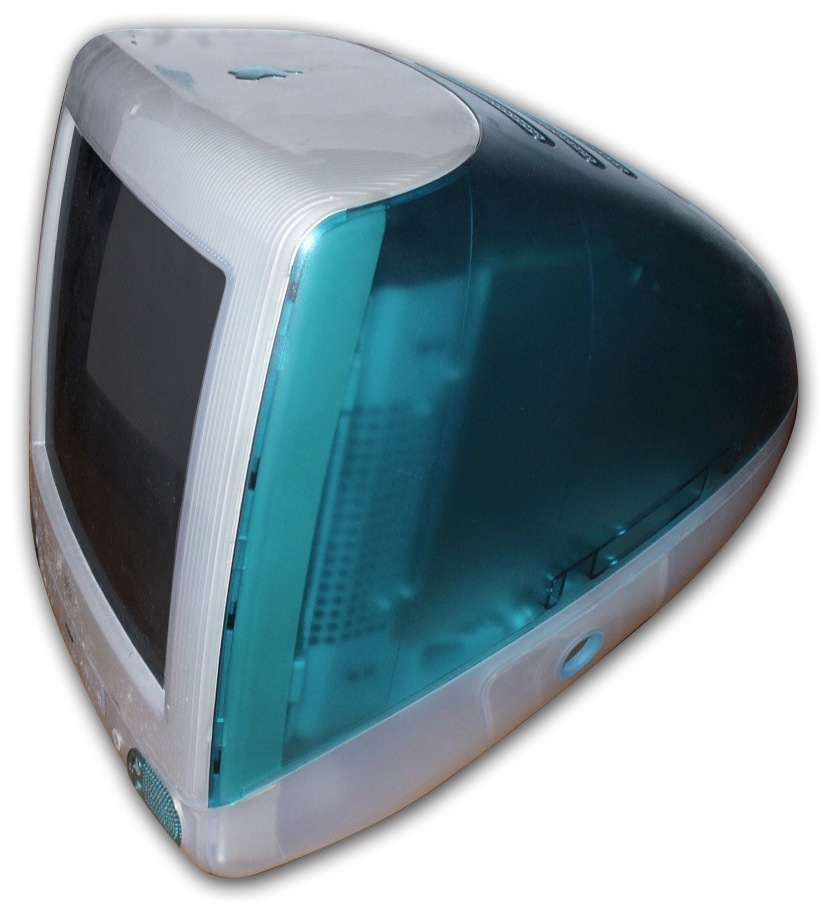
ボディーカラーに独自に名付けたボンダイブルーを採用した初代iMac

ジョブズは1998年5月に、Worldwide Developers Conference基調講演でiMacを発表する。このiMacはポリカーボネイト素材をベースに半透明（トランスルーセント）筐体を採用した製品であった。このデザインの視覚的な訴求力と、ボンダイブルーと名付けられた青緑のカラーリングにマスコミはこぞって賞賛を送ることになる（デザイン界では意見は二分されたが、日本ではグッドデザイン賞を受賞した（1998年））。iMacの存在意義はそれだけでなく、単純明快なコンピュータであることを示すべく、それまでのSCSIインターフェースやRS-422シリアルポート、ADBなどを廃止し、当時のPC/AT互換機で採用が始まっていたUSBを新たに全面的に採用した。
さらに、ベージュや白だったコンピュータ業界を否定するようにトランスルーセントデザインを採用することで、ジョブズはこのiMacにも似合う周辺機器が開発されることを見越しており、サードパーティー各社はこぞって新製品や現行品の改訂版として同様の半透明素材を採用した製品を発表した。AppleはのちにこのiMacの改訂を行い、5色になったiMacは“Candy”と呼ばれ、色名も「ブルーベリー」、「タンジェリン」、「ストロベリー」、「グレープ」、「ライム」の名称が与えられる。その後もカラーテーマを替えて人目を惹き、それに付随するようにiMac DVではスロットローディングタイプのDVD-ROMドライブを採用したり、Power Macintoshにしか与えられていなかったFireWireポートを採用したりすることでヒットを続け、iMacはAppleに久しぶりの大きな売り上げをもたらした。
iMacの特徴はそれだけでなく、初代Macintoshから続くコンパクトマックの特徴であった〈取っ手〉を復活させ、発表時にはiMacの画面に“hello (again)”と表示させていたことも、Appleの原点回帰を印象づける結果となった（初代Macintoshの発表時、その画面に“hello”と表示されていたことをふまえている）。
2017年6月6日、WWDC 2017にて、Mac史上最高性能を誇り、コントローラとしてApple T2チップを搭載した新アーキテクチャのiMac Proを発表。同年12月に発売開始。

### Mac OS X（後にOS Xに改称、現・macOS）
Rhapsody（Mac OS X Server 1.0の前身の開発コード名）がサードパーティに受け入れられないと判断すると、Mac OSで用意されているAPIのうち、使用頻度の高い命令を抽出し、いくつかの新機能を加えたAPI CarbonをRhapsodyに統合した新OS、Mac OS Xへの移行が宣言される。Rhapsodyは暫定的にMac OS X Server 1.0としてリリースされ、PCIバスを持つPower Macintosh G3で動作した。
2000年9月13日には、Mac OS Xの初の公開版であるMac OS X Public Betaを発表、日本国内では3,500円で提供された。新たにAquaを採用し、Mac OS X Server 1.0ともMac OSともまったく異なる新しい外観を持っていた。
2001年3月24日、Mac OS X初の公式リリースであるMac OS X v10.0（Cheetah）が発売される。G3以降のMacを動作対象にしており、OPENSTEPで評価が高かった開発環境（Interface Builder・Project Builder）が標準で付属していた。Aquaは「Macらしさ」を重視して大きく改良されていたが、Mac OS 9にあった機能が多く省かれており、動作が非常に遅いという欠点があった。時を同じくしてAppleは、Macを核にさまざまなデジタル機器を連携させる「Digital Hub」という構想を打ち出した。
2001年9月25日、Mac OS X v10.1（Puma）を公式リリース、Mac OS X v10.0の登場からわずか7か月での発売だった。10.0からの無償アップグレードサービスが行われる。動作速度の問題が改善されたほか、10.0に欠けていたさまざまな機能が追加され、実用的に使える初めてのバージョンとなった。マイクロソフト、アドビなどから少しずつ対応ソフトがリリースされ始め、先進的ユーザから受け入れられる。
2002年8月24日、Mac OS X v10.2 Jaguarがリリース。動作速度がより向上し、細かい部分の使い勝手に多くの改良が施された。事実上、このバージョンが現在に続くMac OS Xの完成型と言える。このバージョンからMac OS Xのみが起動する（Mac OS 9をサポートしない）Power Mac G4, iMac G4, PowerBook G4, iBookが販売された。
2003年10月24日、Mac OS X v10.3 Pantherが発売された。iPodの売れ行きの好調さ、デジタルカメラやデジタルビデオカメラ、無線LAN環境の普及により、パソコンの「Digital Hub」化の流れが定着した。Mac OS Xでも大手印刷会社への入稿受け入れが整ったため、遅れていたデザイン、出版分野への導入が徐々に進み始める。またライセンス使用料の追加がないクライアント無制限のMac OS X Server搭載の1UサーバXserve導入とディスクレスNetBoot機能が評価され、東京大学、東京女子大学に大量導入された。
2005年4月29日、Mac OS X v10.4 Tiger発売。システム内部が大きく進化した。セキュリティ機能が充実し、あおぞら銀行、神戸大学にNetBoot端末としてiMac G5が大量導入された。単体リリースはないが、このバージョンより、Mac OS XをIntel対応化した。
2007年10月26日にMac OS X v10.5 Leopardがリリース。300以上にも及ぶ新機能が搭載された。iPhoneのソフトウェア開発を優先させるため当初の予定から発売が延期された。
2009年8月28日、Intel MacのみをサポートしたMac OS X v10.6 Snow Leopardが発売された。Finder・QuickTimeがCocoa APIで全面的に作り直されるなどシステム全般にわたるブラッシュアップが行われるメジャーアップデートながら、シングルユーザライセンスは米国で29ドル、日本では3,300円、1家族で5ユーザまでのファミリーパックは5,600円と低価格で提供された。
2010年10月21日、Mac OS X Lion発表。Exposé・Dashboard・Spacesの各機能に統合されたアクセスを提供する“Mission Control”を搭載するほか、ソフトウェア販売サービス“Mac App Store”やフルスクリーンのウィンドウ表示、ランチャー“LaunchPad”などiOSに由来する機能を搭載。Mac OS X v10.5 Leopard以来の大幅な機能とインターフェイスの刷新となる。2011年2月24日には、公式サイトにさらなる新機能の説明が追加された。LaunchPadやAirdropなどを含む250を越える新機能を追加し、64ビットマルチコアCPU（Intel Core 2 Duo以降）のみをサポートする。7月20日にMac App Storeでダウンロード販売を開始した。8月17日には、USBメモリ版も発売された。
2012年2月16日、OS X Mountain Lion発表。メッセージやリマインダー、AirPlayをはじめとする100を越える新機能を追加。このリリースより、製品名から“Mac”が外され、単に“OS X”と呼ばれるようになった。
2013年6月10日、OS X Mavericks発表。このバージョンから無償提供になり、マップやiBooksなど200以上の機能が追加。このバージョンから実在の地名が使用される。
2014年6月2日、OS X Yosemite発表。iOS 8やiCloudとの緊密な連携を実現させている。
2015年6月9日、OS X El Capitan発表。UIにSplit View、グラフィックシステムにiOS同様の高速化を図るMetalを導入した他、日本語入力システムやフォントの充実など日本語環境を強化している。
2016年6月13日、macOS Sierra発表。このバージョンから、iOS、tvOS、watchOSに合わせた “macOS” という名称に変更された。MacでもSiriが利用可能になったほか、Apple Watchを使用したMacのロック解除、ストレージの最適化機能などを導入した。
2017年6月5日、macOS High Sierra発表。Apple File SystemやHigh Efficiency Video Coding、High Efficiency Image File Formatなどを導入。
2018年6月4日、macOS Mojave発表。ダークモードの追加や、Mac App Storeの大幅なリニューアルなどを導入した。
2019年6月3日、macOS Catalina発表。同時に発表されたiPadOSとの連携や、iOS 12から搭載されたスクリーンタイムの追加、iTunesの廃止などを実施した。
2020年6月22日、初のオンライン開催となったWWDC2020の基調講演においてmacOS Big Surが発表され、macOS バージョン11.0.1として、同年11月12日にリリースされた。
2021年6月7日、オンラインで行われたWWDC2021の基調講演でmacOS Monterey発表。AirPlayやFaceTimeの強化、「集中モード」などを導入。
2022年6月6日、オンラインで行われたWWDC2022の基調講演にてmacOS Venturaが発表された。iPhoneをMacのウェブカメラとして使用できる「連携カメラ」、ステージマネージャなどを導入、Metal 3によってゲームが高速化される予定である。
2023年6月5日、オンラインで行われたWWDC2023の基調講演にてmacOS Sonomaが発表された。ウィジェットやロック画面の刷新、Game Porting Toolkit（WindowsゲームをmacOSに移植するための開発者向けツール）、ゲームモードなどが発表された。
2024年6月10日、オンラインで行われたWWDC2024の基調講演にてmacOS Sequoiaが発表された。Apple Intelligenceと統合した多数の機能を搭載を予定している他、iPhoneミラーリングによるリモートコントロール機能も搭載されている。

### iPod

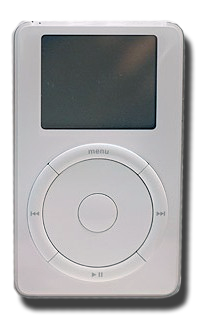
初代iPod。大容量のハードディスクドライブを搭載することにより、ディスクを入れ替えることなく多くの音楽を蓄積することができるようになった。

ジョブズは当時、iPodの開発者に「電源ボタンはなくせ」「3タッチ以内に全ての曲にたどり着けるようにしろ」などのジョブズらしい厳しい注文を大量にし、iPodを極力使いやすく、わかりやすい機器にしようとしていた。
その結果2001年、それまで主流だったフラッシュメモリ型とは一線を画す、大容量ハードディスクドライブ型携帯音楽プレイヤー『iPod』を発売。当初は価格の高さにより売れ行きを疑問視する声が少なくなかったが、ジョブズの注文による直感的な高い操作性と、管理ソフトiTunesとの抜群の連携機能もあり、徐々に売上を伸ばす。
当初はMac版しかなかったiPodであるが、のちにWindows版のiPodも発売される。その後、Windows用/Mac用といった区分けはされなくなり、Windows向けiTunesが提供されたころからヒット商品となる。そして廉価版ともいえるiPod miniを登場させたことで、爆発的にヒットする。
さらに2003年には、音楽配信サイトのiTunes Music Store（現在のiTunes Store）を開始。2004年には、iPodをヒューレット・パッカードにライセンスするなど、携帯音楽市場で、米国を中心に独占的な地位を確保するに至り、既存の音楽産業の構造を根本から変え、タワーレコードやHMVといった音楽CDショップが破産、米国の街中から姿を消した。
日本でも、ソニーのウォークマンを圧倒し、2003年以降一貫してデジタル携帯音楽プレーヤーのシェア1位となる。iPod miniの後継モデルとしてiPod nano、また「シャッフル再生」というコンセプトをメインに据えることにより、低価格化とより一層の小型化を実現したフラッシュメモリ型のiPod shuffleも発売され、人気を博した。
iTunes Music Storeは日本においては、2005年8月4日より開始された。登録楽曲数100万曲、1曲150円か200円という低価格で始まり、開始よりわずか4日で100万曲ダウンロードを達成する。ポッドキャストと呼ばれる新しいデジタル配信媒体を構想し、テレビよりも技術革新が進まないラジオのデジタル化に革新をもたらすことが期待されている。
iPodが登場した当初は、現状のような大成功を収めると思っている関係者が多かったわけではない。初期には価格の高さ、利用にはパソコンが必須となるコンセプトが理解されなかったことにより、懐疑的な意見が多くあった。しかし2001年前後にAppleが提唱していたコンセプト「デジタルハブ」（多くのデジタル機器の中心にパソコンを据えるというコンセプト）構想が時宜を得て、iPodは携帯型音楽プレイヤーの代名詞となった。

### iPhone

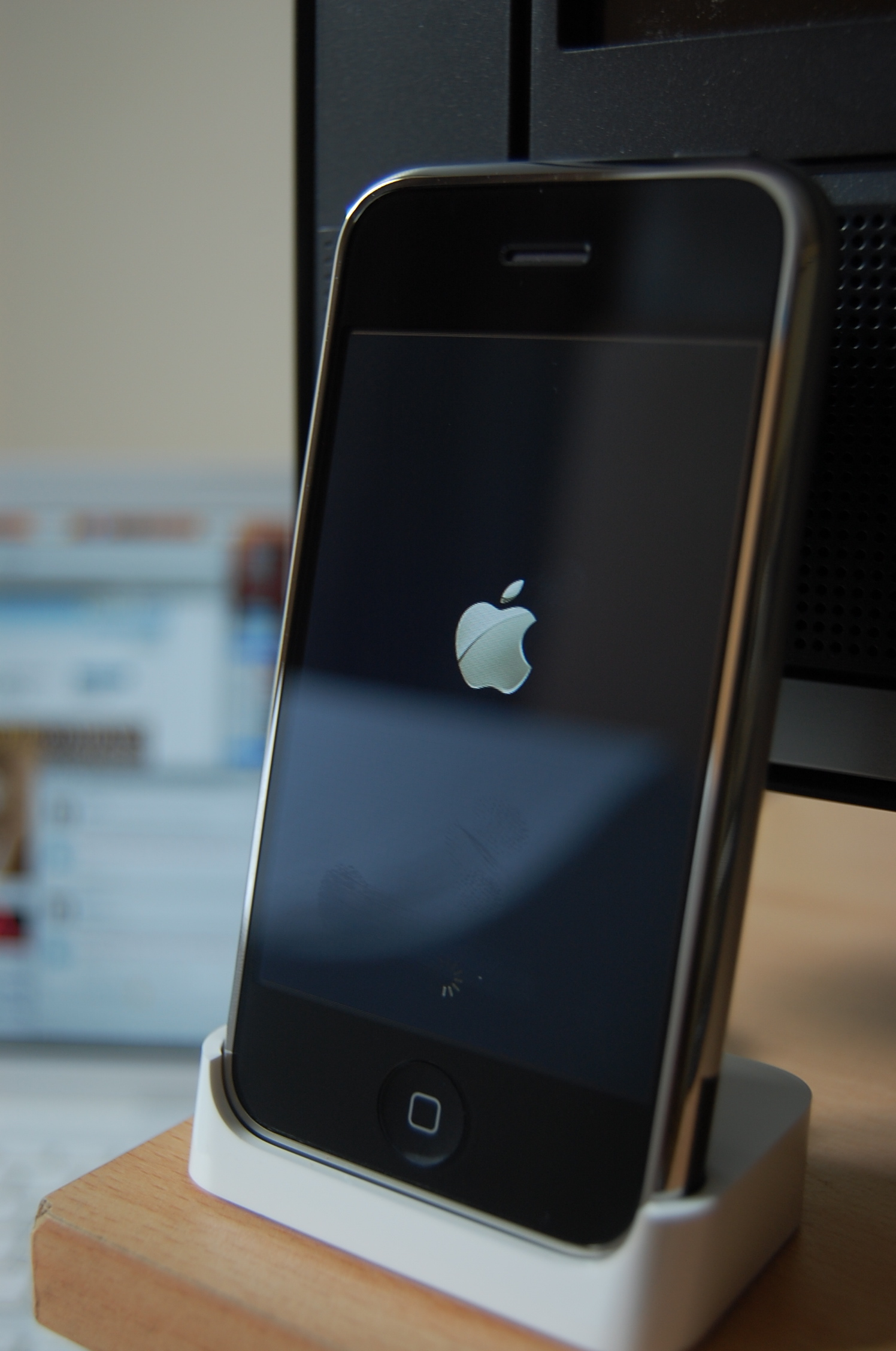
初代iPhone

2007年1月9日、Appleは新製品iPhoneを発表し、スマートフォン市場へ進出した。同年6月29日米国で発売。iPhoneは高機能携帯電話+iPod+インターネット端末と発表され、マルチタッチスクリーンなど先進的でユニークなデザインが話題を呼び、世界的な話題となった。
発表時よりiPhoneのOSはMac OS Xベースであるとされ、2008年6月にはOS X iPhone SDKが公開される（名称は“iPhone OS”、“iOS”と変遷）。2008年6月9日には、第三世代通信規格のUMTS、高速通信のHSDPAやA-GPSに対応したiPhone 3Gが発表された。この機種より日本でも発売されている。
その後も年1回のペースで改良を重ね、ブランド、売上において同社の主力製品となっている。
iPhoneの販売店での取り扱いに際してルールが設けられており、その中でも特質すべきは、コストはかかっても妥協しない、ブランド力を高める展示方法である。具体的には、最新のiPhoneとAndroidスマートフォンを横に並べ、性能や機能を比べるといった展示がNGであるというような、「iPhoneは他メーカーの製品と並べてはいけない」という決まりがある。ほかには、掲示できるポスターや展示の装飾、プライスカードまでも専用のものを使うようにいわれており、これらの決まりを守れないと、その店舗でのiPhoneの取り扱いを停止される。これはAppleの重要なマーケティング戦略、ブランドエクィティと密接に関係しており、強みを活かす姿勢である。

### iPad

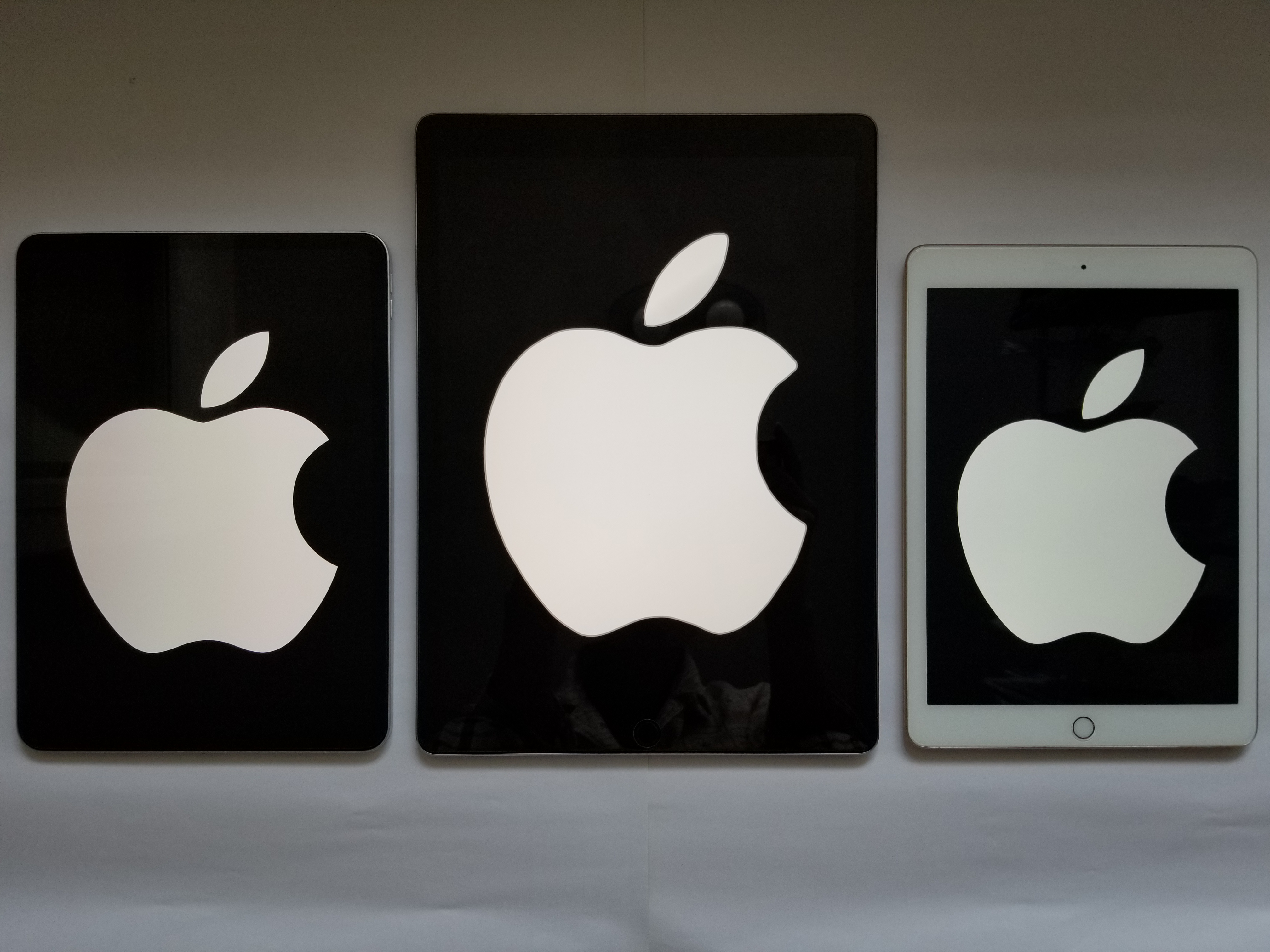
iPad

2010年1月28日、Appleは新製品iPadを発表し、タブレット分野に進出した。製品発表会において、スティーブ・ジョブズはiPhoneとMacBookの間となるものと位置づけていると語った。また、米国内で発売される当端末にはiBooksが搭載され、iBook Storeを開設し電子書籍分野にも進出することを発表した。
2012年10月24日の製品発表会で手のひらサイズに小型化したiPad miniを発表。同時に、iBooksとiBooks Authorのバージョンアップを発表し、教育現場におけるiPad活用をアピールした。
iOS 12まではiPhone向けOSと同じ名称を採用しており、多くのソフトウェアはiPhoneと互換性がある。2019年6月3日のWWDC 2019で、macOS Catalinaとともに、iPad専用のiOSベースのオペレーティングシステムとして、iPadOSが発表された。

### ジョブズ退任と死去
2011年1月18日、ジョブズが病気を理由に休職することが発表された。日常業務は前回（2009年前半）同様ティム・クックCOO（最高執行責任者）に任せるが、CEOにはとどまり、大きな戦略的決定には関与するとしている。
2011年8月24日、取締役会に辞表を提出してCEOを辞任。取締役会の承認を受けて会長職へつく。ジョブズが会長就任後、CEOは当時COOのティム・クックが後を継いだ。
ジョブズがCEOを退任する8月には、Appleは時価総額で世界トップだったエクソンモービルを抜き、世界最大の企業となっていた。
2011年10月5日、スティーブ・ジョブズ死去。56歳没。同日同社の公式サイトでは、すべての言語のTOPページにジョブズのモノクロ写真が掲載され追悼を行った。

### 3兆ドル企業
Appleは2011年8月に株式の時価総額で世界最大企業となった後、2018年8月2日に民間企業として世界で初めて時価総額1兆ドルに到達した。その後も業績を伸ばし続けた結果、2020年8月19日に時価総額2兆ドルを超え、2022年1月3日に世界で初めて時価総額3兆ドルを超えた。

### 法人向けビジネスの拡充と異業種提携
2014年以降、AppleはIBMとのパートナーシップを結んだことを皮切りに、法人向けのサービスや異業種との提携を相次いで発表。一般消費者向けと法人向けの両市場で拡大を図る米Googleや米Microsoftへの対抗を意識し、法人向けビジネスのシェア拡大を推進している。2015年には米ビジネスコンサルティング大手デロイトとの法人向け販売の強化、2016年にはドイツの大手ソフトウェア企業SAPと組んで法人向けクラウドサービスへの参入や人工知能の業務への活用、米通信機器大手シスコシステムズの製品と連携可能にする、2017年には多国籍コンサルティングファームのアクセンチュアとパートナーシップを結ぶなど、法人市場におけるシェア拡大に取り組んでいる。

### 環境への取組みと太陽光発電事業
Appleは、2004年から同社の使命として環境のページを運用してきたが、2014年に環境への取り組み担当VPとしてリサ・ジャクソンを採用し、環境に対する取組みを加速させる。2018年に自社施設の再生可能エネルギー利用率100%を達成したのち、取引先企業を含めた100%を目指し再生可能エネルギーの利用（RE100プロジェクト参加）とリサイクルを促進している。米国内では、ノースカロライナ州、オレゴン州、ネバダ州、アリゾナ州、カリフォルニア州で、大規模な太陽光発電など再生可能エネルギー事業へ投資している。また、中国での太陽光発電事業を支援・促進し、デンマークのデータセンターは再生可能エネルギーだけを利用する。

#### リサイクルの拡大
Appleは製品のリサイクルを積極的に行い、リサイクル素材利用を推進している。

### Apple Intelligence
2024年6月10日に開催されたWWDC2024の基調講演で、プライバシー保護に配慮し、パーソナルコンテキストを理解する、独自開発した生成モデルを据えるパーソナルインテリジェンスシステム（人工知能プラットフォーム）、Apple Intelligence（アップルインテリジェンス）のiOS 18、iPadOS 18、macOS Sequoiaでの全面採用と応用した多数の機能が発表された。新しいSiriから、外部のChatGPT-4oをOpen AIのアカウントや契約無しで利用することも可能となる。2024年秋（10月28日リリースのiOS/iPadOS 18.1, macOS Sequoia 15.1）から米国英語でのベータテストが始まり、同年12月に英国、カナダ、オーストラリア、ニュージーランド、南アフリカのそれぞれの英語に対応、多言語対応は2025年4月からとなる予定。

## 本社と主な拠点

### 米国内

#### カリフォルニア州

##### Apple Park
2009年から手掛けられ2011年にスティーブ・ジョブズ前CEOの元で公表され進められていた新本社Apple Campus 2（当時）について、2017年2月に同年4月より6か月をかけて移転が行われること、名称はApple Parkと発表した。2018年2月16日に本社所在地住所もApple Park (One Apple Park Way, Cupertino, CA 95014)へ変更された。

##### Apple Campus

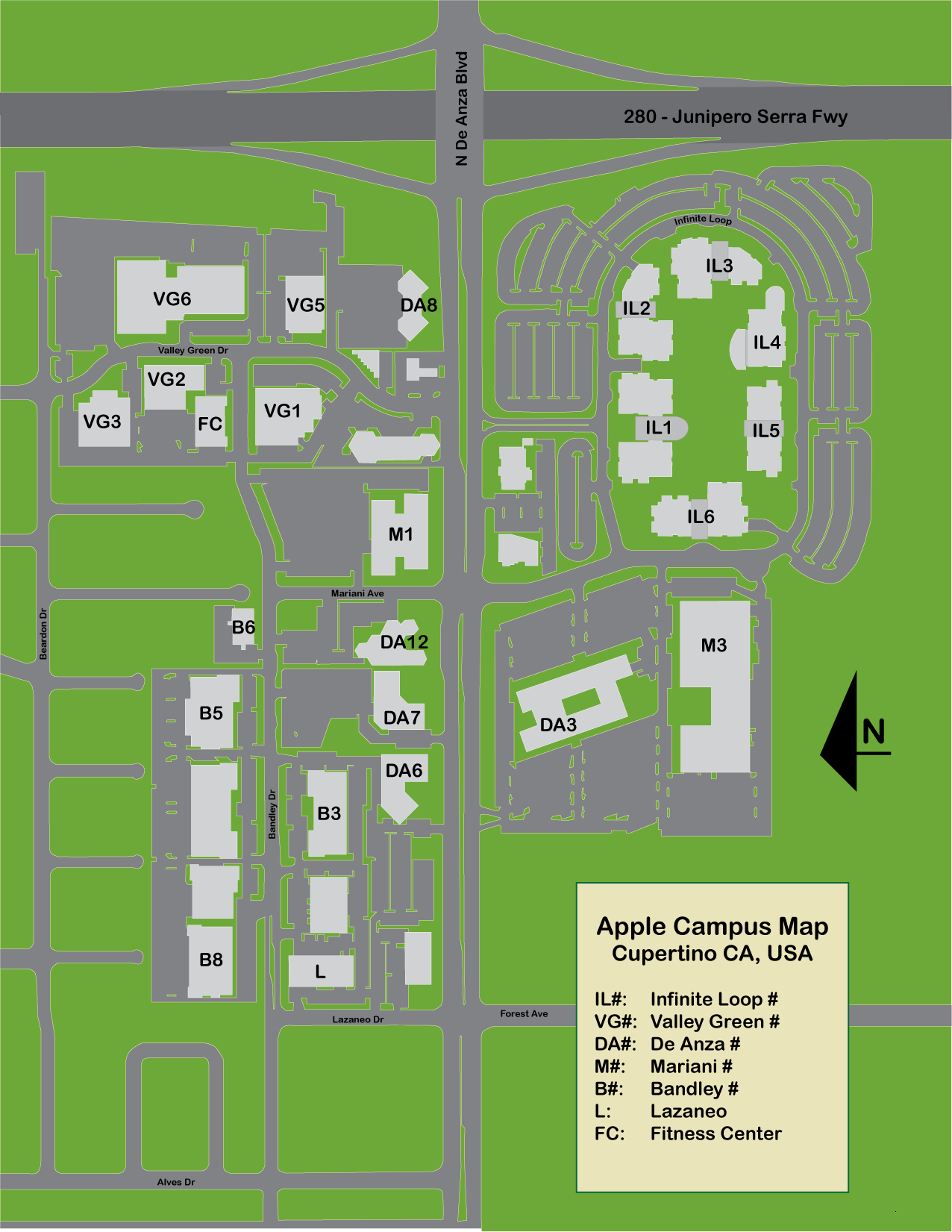
前本社所在地、2025年現在も開発拠点エリアである

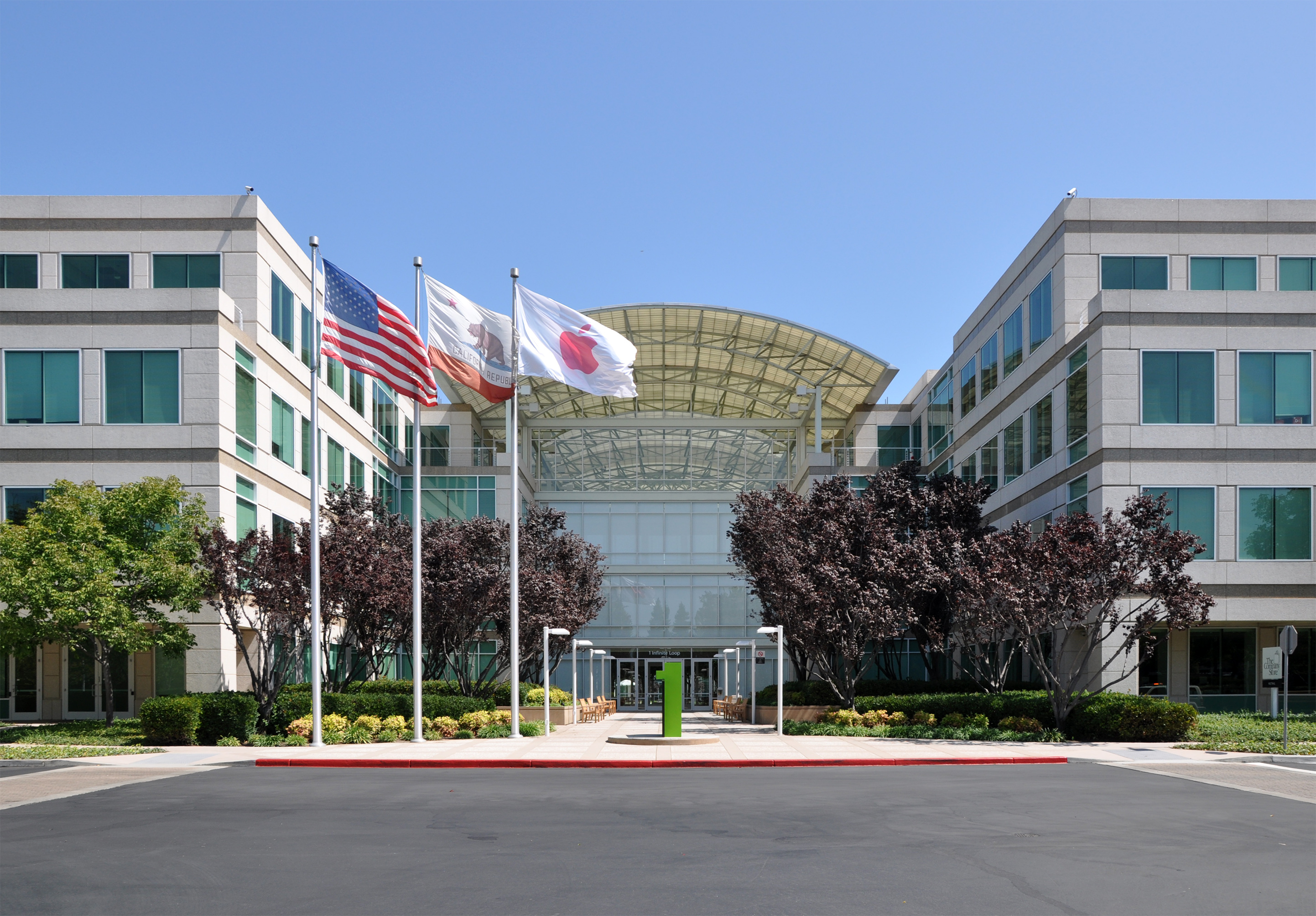
2011年ごろの本社キャンパス正面玄関

1993年から2017年までApple Campus (1 Infinite Loop, Cupertino, CA 95014)が本社所在地であった。2025年現在も開発拠点として健在であり、元々のThe Company Storeは、2015年9月19日からApple StoreのApple Infinite Loopとして生まれ変わって2024年1月20日まで営業を続けた。

#### Wolfe Campus
2018年、Apple Parkの北側、約7kmの地点、サニーベールに建設されたAppleのカリフォルニア州第3拠点。

#### Results Way Campus
本社のあるクパチーノ市内、Apple Parkから南西5kmほど、2011年から賃貸していた10棟のビルと敷地を2022年12月に買い取った、研究拠点の一つ。

#### Rancho Vista Corporate Center
サンディエゴ郊外に4億4500万ドルで新たにキャンパスを購入し、2026年には新たに5,000人を雇用する開発拠点として予定していると2022年7月に報じられた。

#### Spectrum Terrace Office
カリフォルニア州アーバインにある無線チップの開発拠点。

#### その他の州

##### Apple Austin Campus
以前からテキサス州オースティンには、サポートやトレーニングなどを担当するオペレーションセンターがあった。2022年までには10億ドルを掛けて拡張したキャンパスで、新たに15,000人を雇用する開発、サポートの一大拠点となる。

##### Research Triangle Park
2021年からノースカロライナ州リサーチ・トライアングル・パークに、10億ドル投資して新しいキャンパスを作り、2023年より3000以上のポジションで雇用する予定。2022年4月に、Appleは、ケーリーにあるメットライフ・キャンパスでオフィスビルをリノベーションする許可を得た。計画は遅れており、2024年5月でも、2021年に発表された計画の最初の段階に留まっており、2026年中が目標と示唆されている。

##### Beaverton Office
オレゴン州ビーバートンにあるハードウェアの開発拠点。2021年に隣接地も取得・拡張し、データセンターも併設している。

### ドイツ

#### バイエルンデザインセンター
2015年から、ドイツのバイエルンデザインセンター(Bavarian Design Center )で350人以上のエンジニアが電源管理ユニットチップなどの半導体の開発に携わっている。

#### ナーベルン半導体開発拠点
2019年から、ドイツのナーベルンに半導体開発拠点を設置している。

#### ミュンヘン欧州シリコンデザインセンター
2021年3月10日、Appleは、既に40カ国から1500人のエンジニアが開発に携わっているドイツのミュンヘン中心部の拠点に、3年間で10億ユーロ以上を投資して欧州シリコンデザインセンター（European Silicon Design Center in Munich）を開設することを発表した。2023年3月2日には、さらに追加で10億ユーロの投資による、M2 Pro, M2 Maxを開発した欧州シリコンデザインセンターの拡張を発表した。

### イスラエル
Appleでは、Anobit Technologies, Prime Sense, RealFace, LinX, Cameraiなどイスラエル企業を買収し、2000人を超えるエンジニアがソフトウェアとハードウェアを開発している。Apple M1もイスラエルの下記R&D拠点で開発された。
- ヘルツリーヤ[219]
- ハイファ[220]
- エルサレム[221]

### シンガポール
1981年に開設されたAng Mo Kioにあるキャンパスは、2024年現在で3600人以上が働く、アジア・太平洋地域の一大サポート拠点である。2024年4月、Appleは2.5億ドル以上を投資し、拡張すると発表した。

### 日本
#Apple Japan合同会社参照
六本木のApple Japanオフィスと、横浜市内に2ヶ所の開発拠点がある。

### データセンター
Appleの100%再生可能エネルギーで稼働しているハイパースケール・データセンターが米国内外で運用されている。
米国内では下記の箇所にある。
- ノースカロライナ州メイデン[223]
- カリフォルニア州ニューアーク[224]
  - 2020年から売却先のT5 Data Centersが運用している[225][226]
- オレゴン州プラインビル[227]
- ネバダ州リノ[228]
- アリゾナ州メサ[229]

さらにアイオワ州Waukeeで建設し、2020年稼働開始目標であったが、大幅に遅れ2027年開始を目標とされている。また米国外ではデンマークViborgで稼働中である。なお、デンマークAabenraaでの計画は2019年6月に、アイルランドAthenryでの計画は2018年5月にキャンセルしている。またAppleはAWS、Google Cloud、Microsoft Azureをはじめとする他社のデータセンターも利用しており、中国においてはGuizhou Cloud Big Data Industrial Developmentのデータセンターを利用してきたが、貴州省に最初の自社データセンターを建設し2021年5月より稼働させている他、第2データセンターが内モンゴル自治区ウランチャブ市に建設される。

#### コンテンツデリバリネットワーク
Appleはコンテンツデリバリネットワークとして、1999年からアカマイやLevel 3を中心に利用していたが、2014年から自社CDNの運用を開始、併用している。

## Macハードウェアの変遷

### Macアーキテクチャの変遷
初代Macintoshには、CPUとして当時のモトローラによる68000シリーズが利用されていた。モジュール構造で拡張バスNuBusを採用したMacintosh IIからはMC68020など、32ビットCPUを利用するようになった。1992年にIBMとモトローラとの提携したことにより1994年からPowerPCを採用したPower Macintoshシリーズを発売する。当初のPower Macintosh 6100、7100、8100シリーズはNuBusアーキテクチャを引き継いでいたが、1995年夏にはPower Macintosh 7500、8500、9500シリーズよりPCIアーキテクチャに刷新される。PReP、CHRPといった計画の破棄を経てもPower Macintosh G3、Power Mac G4、G5と順調に見えたPowerPCを採用したMacは、約束の速度（PowerPC G5で3 GHz）や省電力版のPowerPC G5が開発されずPowerBook G5が出せないことで、2006年に終焉を迎えIntel IA-32へと移行し、手始めにiMacやMacBook ProにCore Duoが採用される。2020年6月、Macの大きな飛躍を果たすとしてAppleシリコンへの移行が発表される。同年11月には、ARMv8.6ベースのApple M1を搭載したMacBook Air、MacBook Pro、Mac miniがリリースされた。

#### MacのCPUアーキテクチャの変遷
- 1984年 16ビット MC68000、初代Macintosh[250]
- 1987年 32ビット MC68020、Macintosh II[251]
- 1994年 PowerPC 32ビット IBM/Motorola PowerPC 601、Power Macintosh 6100[252]、7100[253]、8100[254]
- 2003年 PowerPC 64ビット IBM PowerPC 970[255]、Power Mac G5[256]
- 2006年1月 IA-32 Intel Core Duo、MacBook Pro[257]、iMac[258]
- 2006年9月 X64 Intel Core 2 Duo、iMac[259]
- 2020年 AArch64 Apple M1[260]、MacBook Air、MacBook Pro、Mac mini[261]

#### 拡張バスの変遷
- 1987年 NuBus: Macintosh II
- 1991年 NuBus 90: Macintosh Quadra 700[262]、900
- 1995年 PCI: Power Macintosh 7500、8500、9500
- 1999年 AGP: Power Mac G4 (AGP)
- 2003年 PCI-X: Power Mac G5
- 2005年 PCI Express: Power Mac G5 (Late 2005)
  - 2006年 PCI Express 2.0: Mac Pro (Mid 2006)
  - 2019年 PCI Express 3.0: Mac Pro (2019)
  - 2023年 PCI Express 4.0: Mac Pro (2023)

## 歴代CEO
|      | 氏名                   | 在任期間                                    |
| ---- | ---------------------- | ------------------------------------------- |
| 初代 | マイケル・スコット     | 1977年 - 1981年                             |
| 2代  | マイク・マークラ       | 1981年 - 1983年                             |
| 3代  | ジョン・スカリー       | 1983年 - 1993年                             |
| 4代  | マイケル・スピンドラー | 1993年 - 1996年                             |
| 5代  | ギル・アメリオ         | 1996年 - 1997年                             |
| 6代  | スティーブ・ジョブズ   | - 1997年 - 2000年（暫定） - 2000年 - 2011年 |
| 7代  | ティム・クック         | 2011年 -                                    |

## 製品・事業
「beats by dr.dre」ブランドの製品はビーツ・エレクトロニクスを参照

### ハードウェア
- Mac（パーソナルコンピュータ）
  - iMac（24インチ 2024）
  - Mac mini（M4 2024）
  - Mac Studio（2025）
  - Mac Pro（2023）
  - MacBook Air（M4 2025）
  - MacBook Pro（M4/M4 Pro/M4 Max 2024）

ディスプレイ
  - Studio Display（2022）
  - Pro Display XDR（2019）
- iPhone（スマートフォン）
  - iPhone 15
  - iPhone 15 Plus
  - iPhone 16
  - iPhone 16 Plus
  - iPhone 16 Pro
  - iPhone 16 Pro Max
  - iPhone 16e
- iPad（タブレット）
  - iPad (A16)
  - iPad mini (A17 Pro)
  - iPad Air（M3）（11/13インチ）
  - iPad Pro（M4）（11/13インチ）
- Apple Watch（スマートウォッチ）
  - Apple Watch Series 10（42mm/46mm）
  - Apple Watch Ultra 2（49mm）
  - Apple Watch SE（第2世代）（40mm/44mm）
- Apple TV 4K（セットトップボックス）
- HomePod（スマートスピーカー）
  - HomePod (第2世代)
  - HomePod mini
- アクセサリ
  - Magic Mouse 2
  - Magic Trackpad 3
  - Magic Keyboard
  - Apple Pencil（第1世代）/（第2世代）/（USB-C）/Pro
  - AirTag

ヘッドフォン
  - AirPods 4
  - AirPods Pro 2
  - AirPods Max
  - EarPods（USB-C）
- Apple Vision Pro（空間コンピュータ）

### ソフトウェア・サービス
- アプリケーション
  - iTunes
  - Safari
  - 写真
  - iMovie
  - GarageBand
  - iWork
    - Keynote
    - Pages
    - Numbers

  - Final Cut Pro
  - Logic Pro
  - Motion
  - Compressor
  - MainStage
  - Apple Books
  - iBooks Author
  - Xcode
  - Swift Playgrounds
  - Apple Remote Desktop
  - Apple Configurator
  - Move to iOS（Androidアプリ）
- オペレーティングシステム
  - macOS（パーソナルコンピュータ）
  - iOS（モバイル）
  - iPadOS（タブレット）
  - watchOS（スマートウォッチ）
  - tvOS（セットトップボックス）
  - visionOS（空間コンピュータ）
- サービス
  - iTunes Store
  - App Store
  - Mac App Store
  - iBooks Store
  - iCloud
  - Apple Pay
  - Apple Card
  - Apple Music
  - Apple Podcasts
  - Apple Arcade
  - Apple TV+
  - Apple Fitness+
  - Apple News（英語版）
  - Apple One
  - Apple Business Manager[263]
  - Apple School Manager[264]
  - AppleCare+
- プログラミング言語
  - Swift
  - Objective-C

### ファームウェア
- New World ROM
- UEFI
- bridgeOS

### ブートローダ
- iBoot

### 過去の製品・事業
- ハードウェア  -  デスクトップ
    - Apple I - Apple II - Apple III - Lisa - Macintosh XL
    - Macintosh - Macintosh Plus - Macintosh SE - Macintosh Classic - Macintosh Classic II（英語版） - Macintosh Color Classic - Macintosh Color Classic II
    - Macintosh II - Macintosh IIx - Macintosh IIcx - Macintosh IIci - Macintosh IIfx - Macintosh IIsi - Macintosh IIvi（英語版） - Macintosh IIvx（英語版）
    - Macintosh LC - Macintosh LC II - Macintosh LC III - Macintosh LC 475
    - Performa
    - Macintosh Quadra - Macintosh Quadra 700 - Macintosh Quadra 900 - Macintosh Quadra 950
    - Macintosh Centris（英語版）
    - Power Macintosh- Power Macintosh G3 (Blue & White)
    - Power Mac - Power Mac G4 - Power Mac G4 Cube - Power Mac G5
    - eMac
    - 20th Anniversary Macintosh
    - iMac - iMac DV - iMac G4 - iMac G5 - iMac Pro - iMac (インテルベース)

  -  ラップトップ（ノートブック型）    -  Macintosh Portable

    -  PowerBook
      - PowerBook 140, 145B
      - PowerBook 170
      - PowerBook 160, 165
      - PowerBook 180, 180c
      - PowerBook 150
      - PowerBook 190
      - PowerBook 5300
      - PowerBook 1400
      - PowerBook 3400c
      - PowerBook 2400c
      - PowerBook G3
      - PowerBook G4

    -  PowerBook Duo
      - PowerBook Duo 210, 230
      - PowerBook Duo 250, 270c
      - PowerBook Duo 280, 280c
      - PowerBook Duo 2300c

    -  iBook
      - iBook (Dual USB)
      - iBook (Opaque White)
      - iBook G4

    -  MacBook
      - MacBook (2015-2017)

  -  PiPPiN - Power Macintoshをベースとし、CD-ROMドライブのみを搭載したAppleが開発しバンダイ・デジタル・エンタテイメントが販売していたマルチメディア端末。白い筐体のPiPPiN ATMARK、グレーの筐体のPiPPiN@WORLDがあった

  -  サーバー
    - Xserve
    - Mac Pro Server
    - Mac mini server
    - Apple Workgroup Server
    - Macintosh Server
    - Apple Network Server（英語版）

  -  Apple Newton
    - MessagePad
    - MessagePad 100
    - MessagePad 110
    - MessagePad 120
    - MessagePad 130
    - eMate
    - MessagePad 2000
    - MessagePad 2100

  -  iPod
    - iPod
    - iPod mini
    - iPod shuffle
    - iPod nano
    - iPod Classic
    - iPod touch

  -  iPhone
    - iPhone
    - iPhone 3G
    - iPhone 3GS
    - iPhone 4
    - iPhone 4S
    - iPhone 5
    - iPhone 5c
    - iPhone 5s
    - iPhone 6
    - iPhone 6 Plus
    - iPhone 6s
    - iPhone 6s Plus
    - iPhone SE (第1世代)
    - iPhone 7
    - iPhone 7 Plus
    - iPhone 8
    - iPhone 8 Plus
    - iPhone X
    - iPhone XR
    - iPhone XS
    - iPhone XS Max
    - iPhone SE (第2世代)
    - iPhone 11 Pro
    - iPhone 11 Pro Max
    - iPhone 12
    - iPhone 12 Pro
    - iPhone 12 Pro Max
    - iPhone 12 mini
    - iPhone 13
    - iPhone 13 mini
    - iPhone 13 Pro
    - iPhone 13 Pro Max
    - iPhone SE (第3世代)
    - iPhone 14
    - iPhone 14 Plus
    - iPhone 14 Pro
    - iPhone 14 Pro Max
    - iPhone 15 Pro
    - iPhone 15 Pro Max

  -  iPad
    - iPad (第1世代)
    - iPad 2
    - iPad (第3世代)
    - iPad (第4世代)
    - iPad (第5世代)
    - iPad (第6世代)
    - iPad (第7世代)
    - iPad (第8世代)
    - iPad (第9世代)
    - iPad (第10世代)
    - iPad Air (第1世代)
    - iPad Air 2
    - iPad Air (第3世代)
    - iPad Air (第4世代)
    - iPad Air (第5世代)
    - iPad Air（M2）（11/13インチ）
    - iPad mini (第1世代)
    - iPad mini (第2世代)
    - iPad mini 3
    - iPad mini 4
    - iPad mini (第5世代)
    - iPad mini (第6世代)
    - 12.9インチiPad Pro (第1世代)
    - 9.7インチiPad Pro
    - 12.9インチiPad Pro (第2世代)
    - 10.5インチiPad Pro
    - 12.9インチiPad Pro (第3世代)
    - 11インチiPad Pro (第1世代)
    - 12.9インチiPad Pro (第4世代)
    - 11インチiPad Pro (第2世代)
    - 11インチiPad Pro (第3世代)
    - 12.9インチiPad Pro (第5世代)
    - 11インチiPad Pro（第4世代）
    - 12.9インチiPad Pro（第6世代）

  -  Apple Watch
    - Apple Watch（第1世代）（38mm/42mm）
    - Apple Watch Series 1（38mm/42mm）
    - Apple Watch Series 2（38mm/42mm）
    - Apple Watch Series 3（38mm/42mm）
    - Apple Watch Series 4（40mm/44mm）
    - Apple Watch Series 5（40mm/44mm）
    - Apple Watch Series 6（40mm/44mm）
    - Apple Watch Series 7（41mm/45mm）
    - Apple Watch Series 8（41mm/45mm）
    - Apple Watch Series 9（41mm/45mm）
    - Apple Watch Ultra（49mm）
    - Apple Watch SE（第1世代）（40mm/44mm）

  -  モニター
    - Apple Cinema Display
    - Apple Thunderbolt Display

  -  プリンター
    - LaserWriter
    - Color StyleWriter
    - ImageWriter（英語版）

  -  その他周辺機器
    - Apple OneScanner（英語版）
    - Apple QuickTake 100, 150, 200
    - iPod Hi-Fi
    - iSight
    - Xserve RAID
    - Apple Battery Charger
    - AirMac Extremeベースステーション
    - Time Capsule
    - HomePod (2018)
- ソフトウェア
  - Aperture
  - AppleShare
  - AppleWorks
  - iPhone Configuration Utility
  - QuickTime Pro
  - QuickTime Streaming Server - Darwin Streaming Server
  - QuickTime Broadcaster
  - Shake - クロマキーの高度なキーイングが可能な映像編集ソフト。
  - WebObjects - 世界初のWebアプリケーションサーバ
  - Final Cut Studio
    - DVD Studio Pro - プロフェッショナル向けDVDオーサリング環境
    - Soundtrack Pro - プロフェッショナル向けサウンドトラック編集環境
    - Color - カラーコレクションツール

  - Final Cut Server - プロフェッショナル向けデジタルアセット管理環境
  - iPhoto
  - Logic Express
  - Logic Studio
  - Macintosh Application Environment - UNIX向けClassic Mac OS環境（漢字Talk 7.5.3までを動かす）
  - Macintosh Programmer's Workshop（英語版） - Classic Mac OS向け開発環境
- サービス
  - AppleLink - 開発者向けパソコン通信
  - eWorld - 一般向けパソコン通信
  - iTools, .Mac, MobileMe - クラウドサービス
  - iDisk - クラウドストレージ
  - iTunes Ping
  - iAd
- オペレーティングシステム
  - Mac OS X Server 1.0
  - macOS Server（サーバ）
  - 漢字Talk（System 3-7までの日本語ローカライズ版）
  - Mac OS 8
  - Mac OS 9
  - A/UX
  - MkLinux
- プログラミング言語
  - Dylan

## 社名とロゴマーク

### 社名
1976年4月1日の創業時の社名は“Apple Computer Company”（アップルコンピュータ・カンパニー）であった。1977年1月3日に法人化されて以降は30年にわたり“Apple Computer, Inc.”を名乗っていたが、2007年1月9日（PST）に主力事業の変化を反映させ、現社名の“Apple Inc.”に改称した。
“Apple Computer”という社名の由来については諸説が存在しているが、ジョブズ本人の弁によれば、この名前は当時果実食主義を実践していた自分がリンゴ園から帰ってきた直後に思いついたものであり、言葉の響きとして「楽しげで、元気がよく、威圧的でない」と考えて採用したのだという。一方のウォズニアックは、この社名はジョブズが提案してきたもので真意は不明だとしたうえで、「彼は音楽を好んだので、アップル・レコード（ビートルズのレコード会社）から思いついたのかもしれない」と述べている。

### ロゴ
Appleにとって最初のロゴマークは創業者の1人であるロナルド・ウェインがデザインしたもので、リンゴの木に寄りかかって本を読んでいるアイザック・ニュートンを描いていた。しかしこれでは堅苦しいと考えたスティーブ・ジョブズは、1977年にレジス・マッケンナ社のアートディレクター、ロブ・ジャノフに新しいロゴマークのデザインを依頼する。最初はモノクロだったが、ジョブズがApple IIのカラー出力を印象づけるためカラー化を指示し、6色の横縞が追加された。横縞のないモノクロのロゴも、マニュアル、製品包装などの白黒の印刷物に引き続き使用された。
1985年、芸術家でポップアートの旗手として有名なアンディ・ウォーホルは、Appleとのコラボレーションにより6色AppleのMacintoshロゴマークをモチーフにした作品「APPLE」を発表。晩年の代表作である。
1997年にジョブズが暫定CEOとしてAppleに復帰すると、黒のボディに白抜きの大きなAppleロゴを大胆にあしらったPowerBook G3を発表。続いて1998年に発表されたiMacでは、従来のApple製品に長らく採用されていた6色に塗りわけられたロゴは外装には使われず、立体的にデザインされた単色ロゴを採用し、新生Appleを人々に強く印象づけた。1999年以降は、6色ロゴはまったく使われなくなり、単色のロゴが使用されている。
その後、2017年に公開されたiOS 11では、端末内にあるデフォルトの壁紙の中に、上記の6色ロゴと同じ配色の斜め線が施された壁紙が7種類用意されている。
また、2021年に公開された24インチiMacのcmでは、最後のアップルロゴが6色になっている。
なお、ロゴが6色だった時代から、Apple製品にはステッカーが同梱されてきたが、2024年時点で廃止されている。

## CM
コンピュータ企業には多い傾向だが、特にいわゆるWintelに対して挑戦的なCMを製作する。IBMがパソコン業界に参入したときは「Welcome!」と出迎え、ファイル名が8.3形式の文字の制限が緩和されたMicrosoft Windows 95の発売に対し、広告で『C:\ONGRTLNS.W95』（「congratulations Windows 95」を8.3形式で無理矢理表現したもの）と皮肉った祝辞を送り、発熱量の多いインテルチップが高温で燃えるようなCMも作っていた。
そんなAppleのCMで、とりわけ話題になったものがある。それは、1984年のスーパーボウルの試合中に放送された「1984」である。内容は、「1984年1月24日、Apple ComputerはMacintoshを発表いたします。そして我々は、1984年が『1984年』に描かれているような年にならないということをお目にかけましょう…」というものであった。このCMは、映画「エイリアン」や「ブレードランナー」、「ブラック・レイン」などを手がけた監督・リドリー・スコットによるもので、ビッグ・ブラザーなる独裁者をIBMに見立てており、闇を支配する独裁者を打ち砕くという内容だった。センセーショーナルなこのCMは、数々の賞を総なめにした。このCMは、スーパーボウルで1度だけ放映されたものだが、実際には、その話題性から放映後、ニュースなどで繰り返し流されることになり、結果的にAppleはCM料を払わずに宣伝していたことになる。なお、のちに期間限定で蘇っており、同CM中では独裁者を打ち砕く女性がiPodを身につけている。
2006年より、アメリカ合衆国およびヨーロッパで、“I'm a Mac”、“I'm a PC”の台詞から始まるGet a Macと呼ばれるCMを放映していた。それには、カジュアルな服装のMac役のジャスティン・ロングと背広にネクタイのPC役のジョン・ホッジマンとの2人のショートコント仕立てで、Microsoft Windowsとの比較広告を行っていたもので60編以上ある。ほかの国では、基本的に米国版（フランス・ドイツ・イタリアでは各言語に吹き替えられている）を流していたが、日本とイギリスでは別制作のCMを放映した。日本ではコンセプトを継承しつつ、お笑い芸人ラーメンズ（Macが小林賢太郎、PCが片桐仁）を起用したものとなり、内容は基本的に米国版を踏襲している。このCMは米国版のうちの十数編のみのローカライズであるが、いずれもPCのコンピュータウイルスに対する脅威（Macではウイルスがないような表現をしている）、マルチメディアへの弱みを皮肉る内容である。

## Apple Store
Appleによって運営されている直営の販売店および技術サポート拠点。2018年8月現在、世界24か国に500店舗以上がある。日本には10店舗が出店されている。
2016年、Appleは各店舗の名称から“Store”表記を削除し、単に“Apple”とした。

## サポート
iPhone・iPadを例として挙げた場合、基本的にキャリアショップでの修理受付は行っていない（一部の直営店舗を除く）。
その代わり、Apple製品の正規サポートについて、直営店舗Apple Store内にある修理受付の「Genius Bar」、Appleリペアセンターへの送付、Appleと契約している「Apple正規サービスプロバイダ」で行っている。
「Apple正規サービスプロバイダ」については、修理を担当するスタッフが認定資格を取得していること、Appleが要求する店舗が用意できるなどの基準を満たしており、Appleの保証を使って修理することができる。料金については、運営する事業者により異なっている。
また、製造終了から5年以上7年未満の製品を「ビンテージ製品」とし、一部の国を除いてサポートを終了。7年以上の製品を「オブソリート製品」として、すべての技術サポートを終了している。

## Apple Japan合同会社
Apple Japan合同会社（英: Apple Japan, Inc.）は、Appleの日本法人である。2011年に、有限会社アップルジャパンホールディングスから改称した。
当初の日本法人は、1983年6月21日にアップルコンピュータジャパン株式会社として設立され、その後1992年2月にアップルコンピュータ株式会社に、さらに2007年3月1日にアップルジャパン株式会社へと商号変更された。
2011年10月30日に、アップルジャパン株式会社はApple Japan合同会社を存続会社として吸収合併されて消滅し、現行の体制となった。
設立当初は、赤坂ツインタワービル本館に入居していた。1992年2月から1996年10月までの所在地は東京都渋谷区千駄ヶ谷、同年11月以降2013年4月までは東京都新宿区西新宿の東京オペラシティタワーに本社を置いていた。2013年5月7日以降、東京都港区六本木の六本木ヒルズ森タワーに本社を置いている。

### 事業拠点

#### ジャパンデザインセンター
JDCが重点的に取り組んでいることとして、アナログおよびミックスド・シグナル半導体デバイスの設計が挙げられている。

#### テクニカルデベロップメントセンター
日本での開発拠点として、2015年度に横浜市・みなとみらい地区の横浜アイマークプレイス内に「テクニカル・デベロップメント・センター（TDC）」を設置した。

#### 横浜テクノロジーセンター
2016年12月には横浜市綱島のTsunashima サスティナブル・スマートタウン内に、本格的な研究開発施設となる「Apple YTC（横浜テクノロジーセンター）」が完成している。YTCが重点的に取り組んでいることとして、カメラ用光学系、光学コーティング技術、プロセス開発、ディスプレイパネル技術などの開発が挙げられている。

### 販売体制
1977年4月、ESDラボラトリの水島俊雄が第1回ウェスト・コースト・コンピュータ・フェアで見かけたApple IIに興味を持ち、交渉の末、日本での独占販売権を獲得。同年11月頃に輸入販売を開始。ESDラボラトリは理化学機器のマイコン制御化に取り組んでいたベンチャー企業で、Apple IIと同じCPU（MOS 6502）を利用した測定器を開発しており、当初はそのソフトウェア開発の経験を活かしてApple IIを工程管理システムとして販売する狙いがあった。Apple IIはESDラボラトリから柏木研究所やBMCインターナショナルなどの卸売業者を通して販売されるはずだったが、実際には独占販売契約に反する形でApple本社から直接仕入れて販売する小売店も存在した。
1980年7月、Apple本社は日本語版Apple IIであるApple II J-plusの発売と同時に従来の代理店契約を切り、東レを総代理店とした。しかし、東レ自身もメーカーとしてパソコン事業への参入を企図しており、1982年7月に総代理店契約を更新せず撤退。再びESDラボラトリが総代理店となる。
1983年6月、日本にAppleの完全子会社としてアップルコンピュータジャパンを設立。同年10月11日、キヤノン販売がアップルコンピュータジャパンと販売提携したことを発表。また、20日よりキヤノン販売が日本総代理店となり、Lisaを日本語化する方針を発表した。二転三転する代理店契約を巡りアップルとESDラボラトリ経営陣との間に確執が生じ、撤退を懸念したESDラボラトリのアップル事業部従業員が株式会社ハイテックスを設立して独立。
1984年5月、キヤノン販売の子会社であるキヤノン営研が新宿に直営店「ゼロワンショップ」を開店し、Macintoshを含む情報機器の展示販売を開始した。1985年までにキヤノン販売の代理店としての位置づけはESDラボラトリやハイテックスなどの直販系販売店と同列に格下げされた。
1989年10月3日、アップルコンピュータジャパンとキヤノン販売およびその代理店などが並行輸入業者に対して広告活動やパソコンの修理を妨害したとして、独占禁止法違反の疑いで公正取引委員会から立ち入り調査を受けた。1990年11月に公正取引委員会は、容疑の事実は認められなかったとしつつも、両者に注意を通告した。一般消費者向け量販シリーズであるPerfomaシリーズが発売された1993年頃より大手家電量販店に販路を拡大、Macintoshの販売はこちらが主体となり、キヤノン販売は2002年ごろまでにApple製品を含む一般向けコンピュータ販売事業（ゼロワンショップ）から撤退した。
1999年12月7日、AppleはiMacやiBookの販売価格を小売店に指示したという独占禁止法の違反容疑で公正取引委員会から立ち入り調査を受け、2000年10月3日には独占禁止法違反の疑いで警告を受けている。

### 歴代社長
- 1983.6 - 1985 福島正也[310]
- 1985 - 1989 ロバート・コーリー[311]
- 1989.3 - 1994.7 武内重親[312][313]
- 1994.7 - 1995.7 三田聖二[314]
- 1995.7 - 1997.4 ジョン・フロイサンド[315][316]（代表取締役会長）
- 1996.6 - 1997.4 志賀徹也[317]
- 1997.4 - 2004.2 原田泳幸[318]
- 2004年10月より以下の2人が就任（代表取締役はティム・クック[319]）
  - 2004.10 - 2006.7 前刀禎明マーケティング担当（米Vice President兼任）
  - 2004.10 - 2009.9 山元賢治セールス担当（米Vice President兼任）前職は日本オラクルの取締役であった。
- 2009.10 - 2010.2 ジェニファー・ベーリー[320]（現・Vice President of Apple Pay）
- 2010.3 - 2014.5 ダグラス・ベック（現・Vice President, North America and Northeast Asia Sales[321]）
- 2014.5 - 2018.9 ダニエル・ディチーコ 元BMG Japanの代表取締役社長、コーチジャパンCEO[322][323]
- 2018.10 - 秋間亮[324][325]

### 取扱店
Apple Shop
Apple Japanはこれまで米国法人直営のApple Storeが展開してきた全ラインアップの展示・販売方法のスタイルを継承した店舗を、家電量販店のビックカメラ有楽町店本館5階にオープンさせた。今後も家電量販店内への出店を進める予定。Apple Shopに立つAppleスタッフとして店頭販売スペースのレイアウトや商品知識など、直接のガイドラインの指導が行われApple Solutions Consultantが専任スタッフとして常駐している。
Apple Value Added Reseller
Appleと、システム構築を含めたApple製品のソリューション販売を行う契約を結んでいる正規代理店。
法人・公共機関向けの導入はApple Business VARが担当する。また教育機関向けには、日本ではApple Education VARプログラムが展開されている。
Apple Consultant Network
Apple Consultants Networkは、Apple認定資格を取得しているプロフェッショナルが在籍するITソリューションやITコンサルタントの法人がメンバーの枠組み。
C-smart
日本全国の主要都市（札幌・仙台・新潟・名古屋など）に店舗を構える。

## 騒動・不祥事

### アップル対アップル訴訟
ビートルズが所有したアップル・コアと「Apple」の名称およびロゴの使用をめぐって裁判で争ったことがあり、Apple Computerが音楽事業を行わないことで和解していたが、iPodやiTunesの登場によって契約違反として再度訴訟問題となった。この問題は2007年に、Apple Inc.がアップル・コアに5億ドルを支払って「Apple」に関連する商標権を保有し、アップル・コアがライセンスを得て使用することで最終的に和解した。

### 電子書籍の価格操作で独禁法違反
2013年7月に米連邦地裁は、Appleが電子書籍の価格をつり上げるために出版大手5社と共謀したと認定、独禁法違反であると判決を下した。大手出版社やAppleと交わしている電子書籍のエージェンシーモデル価格契約を違法であるとアメリカ合衆国司法省が2012年5月に告発した裁判で、Appleに有罪判決が下った。本裁判を担当したマンハッタン連邦地裁のデニス・コート判事の判決文によると、「2009 - 2010年当時の状況に絞って考えると、Amazon.comの独占に対抗するために、Appleや大手出版社が価格を引き上げようとした動機は理解できるが、その行為自体は法的に正当化されるものではない」と判決理由を明らかにしている。
2014年4月に、Appleが電子書籍の分野で、大手出版社5社と価格カルテルを結んでいたとして33州・領土の検事総長らが提起した訴訟について、米連邦裁判所のデニス・コート判事は、Apple側の訴訟の取り下げ請求を棄却した。今回の判断により、検事総長らは損害賠償請求を進められることになった。コート判事は7月、Appleが電子書籍の価格をつり上げるため、2009年 - 2010年に出版社と共謀し、公正な競争が阻害されたとの判断を下した。Appleは州当局が損害賠償を請求する法的根拠はないと主張。判事はこうしたAppleの主張を退けた。

### スイス連邦鉄道の時計デザイン盗用問題（和解）
Appleのモバイル端末向けOSのiOS 6に搭載される時計ウィジェットアプリが、スイス連邦鉄道の時計のデザインを盗用しているとして、スイス連邦鉄道がAppleを相手に法的措置に踏み切った。Appleはスイス連邦鉄道に対し、ライセンス料として2000万スイスフラン（約16億7000万円）を支払うことで和解した。

### 島野製作所との訴訟（Apple勝訴）
MacBook、MacBook Proに使われていたMagSafeのポゴピンに関して、Appleの日本における下請会社のひとつである島野製作所が、2012年にAppleから増産を指示され、これを受ける形で設備投資を行ったものの、直後に取引を急減させられたうえ、納入価格を半額にするよう要求され、さらに約1459万ドルのリベートも支払うよう求められた。同社はこれらについて、不当取引であるとして東京地方裁判所に100億円の損害賠償を求め提訴。この訴訟に関連して、「両社間の紛争はアメリカの裁判所で解決する」と両社が合意していたことの有効性についての中間判決が2016年2月15日に同地裁で言い渡され、「合意が成立する法的条件を満たしておらず無効」として、日本国内で審理することが決まった。2016年3月18日、Appleを訴えていた島野製作所が請求を棄却され敗訴した。その後、島野製作所は控訴したが、島野製作所の特許は無効との判断が示され、棄却された。

### 子会社の源泉徴収漏れ
Appleの子会社であるiTunes株式会社が、東京国税局から所得税の源泉徴収漏れを指摘され、約120億円を追徴課税されていたことが、2016年9月に判明した。音楽・映像の配信事業において、アイルランドのグループ企業に資金移転し、タックス・ヘイヴンでの利益の一部について、源泉所得税を納める必要のある「配信事業でのソフトウェア使用料」に相当すると判断された。
iPhone販売契約における独禁法違反の疑い
2018年7月11日、公正取引委員会の報告書によって、AppleがNTTドコモ・KDDI（au）・ソフトバンク（※以下、キャリア3社）それぞれと、iPhone販売方針に関する「iPhoneアグリーメント」と呼ばれる契約を結んでいたことが発覚した。Appleに独占禁止法違反の疑いがあるとして、2016年10月から公正取引委員会による調査が行われたことにより、この契約が明るみに出た。この契約によりAppleは、本来、キャリア3社が毎月の通信料の引き下げに充てるはずの資金を、iPhoneの割り引きに充てるように義務づけていた。
独占禁止法は、取引相手のビジネスを不当に縛る行為を禁じており、公正取引委員会は、「iPhoneアグリーメント」が壁になり、キャリア3社が月々の通信料が安いプランを消費者に提供できない状態が続いたことが問題だと指摘した。これらの問題を受けて、Appleがキャリア3社との契約を改定するとの申し出をしたことにより、公正取引委員会による調査は終了した。
iPhoneを取り扱う店舗には、「数か月ごとに訪れる締め日までに一定台数のiPhoneを販売できなければiPhoneを取り扱えなくなる」というような、iPhoneの販売ノルマが課されているケースがある。このノルマが、Appleとキャリアとの間で結ばれている「iPhoneアグリーメント」が理由なのか、キャリアと代理店の間で独自に設けられたものなのかは定かではないものの、販売現場がiPhoneの販売台数を追いかけなければならない状況にある。

### iPhoneの地図アプリにおける竹島表記問題
2018年8月29日、iPhoneのマップでの竹島表記を、日本語設定以外ではすべて独島表記に一本化されていることが明らかになった。現在、iPhoneの言語設定で「日本語」を選んだ場合は竹島と表記されるが、「English」など日本語以外の設定ではすべて独島と表記され、竹島は完全に削除される形となった。

### アメリカ国家安全保障局への協力

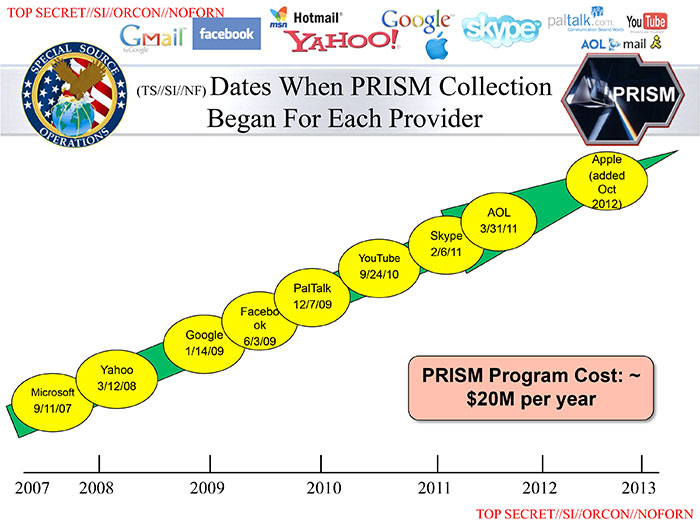
画像右上部：Apple 2012年10月追加 とある

2013年6月のエドワード・スノーデンの内部告発に始まるアメリカ国家安全保障局（NSA）の一連の騒動によって流出した内部資料から、AppleがNSAの運用する極秘の監視プログラムPRISMに対して2012年より協力していることが明らかになった。
米マイクロソフトや米Googleをはじめとする他の協力企業と比較すると数年ほど遅れて協力しているが、その理由は故スティーブ・ジョブズ元CEOが生前NSAへの協力をかたくなに拒んでいたからであるとされる。
同年同月、Appleは「いかなる政府当局に対しても、サーバへの直接アクセスを提供していない」との声明を出し、米政府当局から受けたユーザー情報提供要請の総件数を発表している。

### Epic Gamesからの訴訟
2020年8月、Epic Gamesの規約違反を受けて、Apple、GoogleはそれぞれApp Store、Google PlayからFortniteを削除した。
その後Epic GamesはApple、Googleに対し訴訟を起こした。しかし、判決はAppleの主張が妥当であると認められ、Epic Gamesの開発者アカウントは削除された。

### 「ウイグル人強制労働防止法」に反対するロビー活動
2020年11月、Appleは、中華人民共和国による新疆ウイグル自治区でのウイグル人への拷問や監視下による強制労働で作られた製品の取引を禁止するアメリカの「ウイグル人強制労働防止法案」に対し、その条項を緩和させるためのロビー活動を行っていると報道されたが、内容が事実と異なり「Appleは強制労働を許容しない」「ウイグル人労働を使用していないことを確認した」とAppleの広報担当ジョシュ・ローゼンストックが反論している。

### 住宅火災に対する日本法人の損害賠償責任を求める裁判
2019年秋に愛知県で2階建ての住宅が全焼する火災が発生し、就寝していた住人夫婦が気道熱傷により死亡した。死亡した女性は火事の約2週間前にiPhone XRを購入して1週間ほど使用しており、火元とされる1階リビング中央の火燵テーブルの下には純正の充電器に繋がれたiPhoneが置かれていた。また、炬燵に布団は掛けられておらず、電源を切ってコンセントが抜かれた状態だった。これに関して、消防による調査報告書では「特定に至らず不明」としながらも「携帯電話機からの出火の可能性が考えられる」と指摘されていた。
2021年2月25日に遺族の男性が製造物責任法による約1億4400万円の損害賠償を求めてApple Japanを提訴した。その後、2023年12月に遺族側が訴えを取り下げた。

### App Storeでの手数料に関する独禁法違反の疑い（審査終了）
Appleが運営しているApp Store内において、音楽や電子書籍、動画などを販売している業者に対して、Appleが独自の課金システムで30%の手数料を課しており、多くの業者はその手数料分を料金に上乗せしているため、ユーザーは通常よりも高い料金を払い続けているという状態となっていた。これを問題視した日本の公正取引委員会は2016年10月から独占禁止法違反の疑いで審査を行っていた。
2021年9月、Appleは公正取引委員会に対し、改善措置を実施すると申し出て、その後2022年3月までにApp Store以外での外部決済方法について、アプリ内でユーザーに通知することが出来るようにすることを発表した。これを受けて、公正取引委員会は「独占禁止法の懸念は払拭される」と判断し、審査を終了した。なお、この措置は日本だけでなく、全世界で適用される。

### Apple StoreにおけるiPhone転売行為に対する追徴課税
海外との価格差を利用して、訪日客がAppleが運営している日本国内のApple Storeにおいて、転売目的で大量のiPhoneを購入し、同商品を免税品扱いとして、不正に消費税の還付を受けていたとして、東京国税局はAppleの日本法人に対して、消費税約140億円の追徴課税を行ったことを2022年12月に明らかにした。

### Lightningの採用によるUSB Type-CへのiPhone本体での非対応と欧州委員会との対立
Appleはかねてから自社規格端子であるLightningをiPhoneなどの製品に採用し普及したため、後にAppleが策定に積極関与し国際的なデファクトスタンダードとなったUSB Type-CをiPhone本体に搭載していない（iPadやMacBookはUSB-Cを採用）。これに対し欧州委員会は、「他社製品との買い替え時に互換性のない充電器が廃棄され、環境問題が生じる」としてUSB Type-C搭載をAppleに求め、両者が合意しApple製品に同梱される充電器はUSB Type-Cへと変更されたが、本体端子はLightingが残された。
その後2021年9月、欧州委員会は「電子機器類の充電方法はUSB Type-Cに限る」とする「無線機器指令」の改正指令案「指令 (EU) 2022/2380」を欧州議会に提出し、2022年6月7日に可決された。この指令は2024年秋までに施行されることとなっており、施行後はEU域内においてUSB Type-Cに対応しない全ての携帯電子機器（スマートフォンやタブレット端末、カメラ、携帯ゲーム機など）の新規流通が禁止されるほか、ノートパソコンに関しても施行後40か月以内の移行期間を経て指令の対象となる。
これに対しAppleは「1種類のコネクターのみを義務付ける厳格な規制はイノベーションを抑制し、欧州や世界中の消費者に害を及ぼすことを懸念している」とする声明をBBCなどに送って反対する構えを見せ、専門家の間では「無線給電に一本化して意地でもUSB Type-Cに対応しないのではないか」との観測も流れたが、最終的に2022年10月、マーケティング担当上級副社長グレッグ・ジョズウィアックは指令に対し「当然、従わなければなりません」としてUSB Type-Cへの対応を進めると表明した。ただ、ジョズウィアックは続けて「政府は、これほどまでに規範的でない方が環境にもユーザにもよいアプローチになったと考えています」として欧州委員会の対応に不快感を示すと共にUSB Type-Cへの対応が苦渋の決断であるとした。
最終的に、iPhone 15シリーズで充電ポートがUSB Type-Cに変更されることとなった。

### 新型iPad Pro紹介動画における物議
Appleが2024年5月7日に開催したApple Eventにて、その中で発表された新型iPad Proのプロモーションビデオでは楽器や画材、アーケードゲーム機、電子機器、絵文字などが巨大なプレス機によって押しつぶされ、プレス機が立ち上がると新型iPad Proが登場する場面が公開された。その後、クックも自身のXアカウントにてこの動画と共にポストを投稿したが、日本を含む多くのユーザーから批判的な返信が投稿された。内容は新型iPad Proの薄さと音楽や映像制作者への有用性のアピールを狙ったものであったが、ニューヨーク・タイムズは「芸術家や音楽家らが何世紀にもわたり活用してきた道具をつぶすことで、巨大IT企業がクリエーターの仕事を奪い金を稼いできたことを想起させた」と報道した。これを受けてAppleは同月9日に動画広告が的外れであったとして謝罪し、テレビCMの放映を行わないと発表した。